# Historia económica de Ecuador

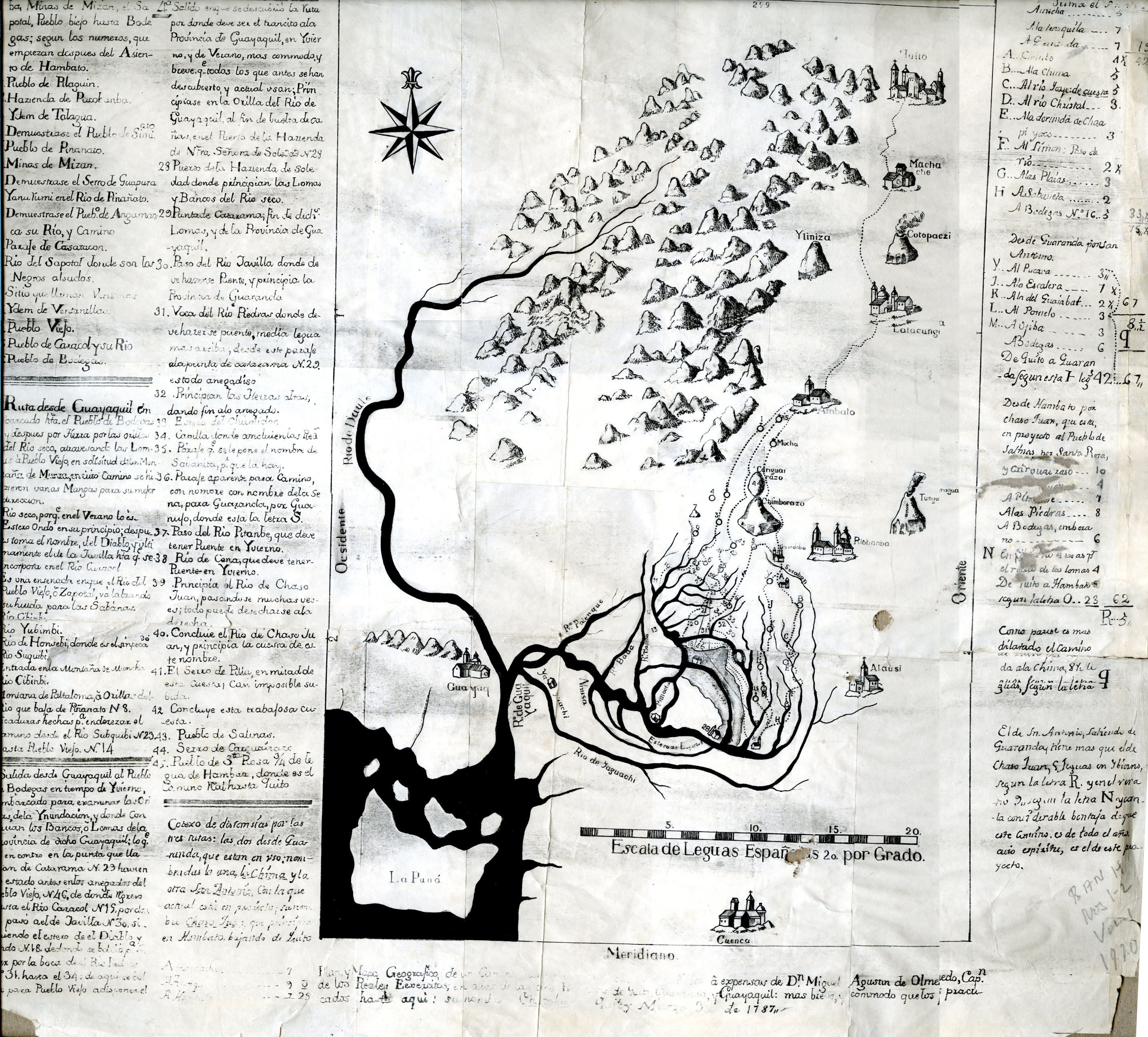
Dibujo del Camino Real desde la Ciudad de Quito hasta la de Guayaquil, llamada también Ruta Colonial de Caminos Vecinales donde se articulaba la costa y la sierra de la Audiencia. En el invierno era casi imposible acudirlo por lo que se buscaban caminos alternos y en el verano gracias a la estabilidad de la tierra se aprovechaba para abastecer los inventarios comerciales y llevar a cabo las diligencias burocráticas. Realizado el 3 de marzo de 1787.

La historia económica de Ecuador cubre el periodo de la economía nacional en la historia ecuatoriana desde los antecedentes directos del Estado ecuatoriano en el proceso de colonización español hasta el día de hoy.

## SigloXVI

### El cacao en la cuenca del río
| Trinitarios Criollos Forasteros | Cupuaçu Nacional |

Especies de cacao:

Gracias al río Guayas, el comercio en la ciudad de Guayaquil cobró importancia cuando desarrolló su astillero, el cual, para mediados del siglo XVI, era importante en el Pacífico de Sudamérica. El astillero aparte de servir a los demás puertos del continente, permitió a Guayaquil poder disponer de su propia flota mercante, lo que a su vez servía para poder exportar sus productos. El comercio en ese tiempo consistía primeramente en madera que se embarcaba en grandes cantidades hacia el Perú, y en productos de las provincias del interior derivados de los obrajes principalmente, que se enviaban hacia el mismo destino. Como se sabe, el cacao había sido en Centroamérica muy demandado aunque era reservado para el consumo de nobles. Sin embargo, con la conquista se volvió un producto de consumo popular tanto entre indígenas como españoles. De esta manera se multiplicarían las maneras de prepararlo dentro de lo que se atribuye a las innovaciones de Guatemala, la creación de la tableta de chocolate. La exportación de productos desde Guayaquil empezó a hacerse en gran escala a partir del año 1593. Por lo menos resulta importante resaltar que entre 1569 y 1592 Guayaquil y los puertos de Manta y Santa Elena enviaran a Panamá un promedio de siete barcos y a partir de entonces y hasta 1638 esta cifra cayera a dos barcos y medio.

### Los obrajes, las encomiendas y las minas

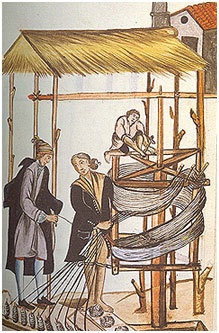
Acuarela del, sobre obraje en el virreinato del Perú. Se desarrollaron principalmente en el norte, alrededor de Cajamarca y Quito.

Las dos ciudades que gozaron de mayor importancia en la producción de textiles fueron Quito y Riobamba. El área en el que esto se desarrolló fue principalmente desde esta última ciudad hacia el norte. Se caracterizó por una base económica agropecuaria y una falta de recursos mineros, a diferencia de otros obrajes que se encontraban más cerca de Potosí. Aunque habían minas en el sur, en Zaruma su riqueza no era tan grande como la del Alto Perú y la falta de caminos la aislaba de los obrajes de la sierra ecuatorial. La manufactura de la lana usaría de grasas animales, tintes naturales que abarataban los costes de producción (no se sabe si estos tintes fueron usados por los artistas de la escuela quiteña). También aprovecharía la abundancia de carne, cereales, legumbres y otros productos alimenticios de la base agropecuaria abarataban los costos de producción al poder soportar una mayor población en la región a diferencia de otros lugares en los andes que tienden a ser más secos y menos agrícolas. Desde 1535 hasta el final de ese siglo, el cabildo repartió estancias para ovejas y licencias para hierros del ganado tanto a europeos como a indígenas. Desde que se fundó las ciudad de Quito, los tributarios del distrito acudían a las minas en Popayán, Loja y Zaruma. Esto permitía la acuñación en Quito para después proveer de circulante al mercado interno. Sin embargo la influencia de la minería sería muy baja porque se experimentó una escasez de mano de obra, que no pudo ser suplida por esclavos. Esto hizo que todos los esfuerzos en la región sierra se destinen a la fabricación de textiles que haría florecer la economía colonial. Para esa época la población se concentraba en un 80% alrededor de Otavalo a Riobamba, pasando por Quito, Latacunga y Ambato. Mientras tanto la población indígena en el sur y costa estaba siendo mermada lo que dificultaba el desarrollo económico en esa zona.

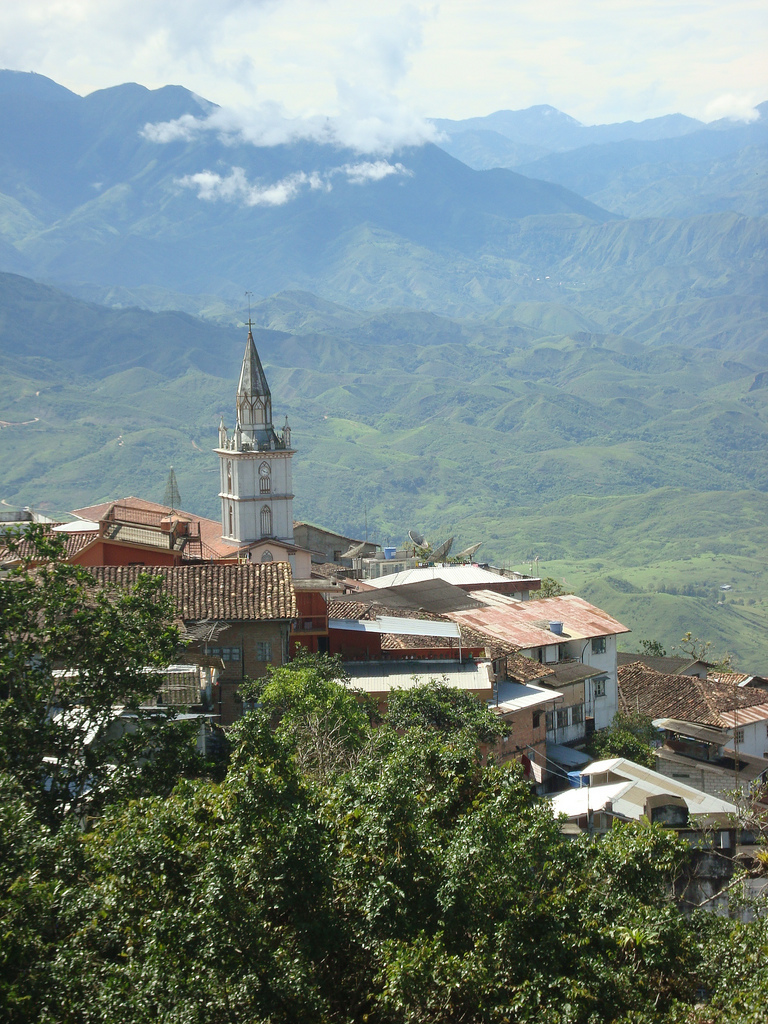
Zaruma, donde se desarrollaría la minería en la provincia de El Oro

En general a pesar de que en la Audiencia de Quito no había existido una gran civilización perhispánica como la Inca, sino más bien señoríos étnicos, el desarrollo de los obrajes en lugar de las grandes mitas permitió el aumento poblacional amerindia en esta región que pasó de 144 mil habitantes en 1591 a 273 mil en 1690. Ya que el 90% de la población indígena estaba ligada a encomiendas particulares, empezaron a surgir obrajes en tales encomiendas. Hacia 1570 existían ocho obrajes de comunidad y tres particulares. Los de comunidad estaban ubicados en las encomiendas más numerosas de Latacunga, Chimbo, Chambo, Lito, Sichos, Tiquizambe y Otavalo. Contaban con grades rebaños de ovejas y además excelentes tierras para pastar.
Al economía también se desarrollaría en el sur de la Audiencia alrededor del Nudo del Azuay que se dividía en dos, la región del norte con la participación activa de varios obrajes y el sur que sería la zona minera. Se dedicaría esta última a la extracción de oro, en la ciudad de Zaruma, sin embargo sus posibilidades fueron limitadas ya que los obrajes fueron cobrando fuerza. Alrededor de la actividad minera se desarrollaron pequeñas mitas que nunca tuvieron las dimensiones de Potosí y más bien los metales preciosos se obtenían a partir de la venta de textiles.

### La prohibición del comercio con Nueva España y Filipinas en 1587

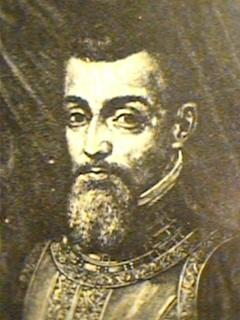
Pedro de la Gasca

Las razones de esta caída serían varias y dependieron de la estructura dentro del Virreinato de Lima. Se aprobarían una serie de prohibiciones que afectarían el comercio que buscaron regular el tráfico. marítimo en el océano Pacífico. El autor de las medidas sería Pedro de la Gasca a mediados del siglo XVI. Iniciaría a partir de la emisión de la Cédula de 11 de noviembre de 1587 en la que se prohibía la introducción de ropa de China al Virreinato del Perú, bajo el argumento que a través de ello, la plata que se extraía del Potosí iría primeramente a China. Se buscaba entonces desviar el flujo de circulante hacia España, sin embargo esto no impedía que termine en China por las relaciones comerciales con la India. Es decir en lugar de usar la ruta Acapulco-Manila, se la reemplazaba por Panamá-Sevilla-Ámsterdam-India. Años más tarde en 1589 el Virrey de México suspendió el comercio entre el Virreinato de Nueva España y el de Perú. Es más en el año de 1591 se emitiría la Real Cédula que prohibía el comercio directo entre Filipinas y el Virreinato del Perú, mientras que solo se limitaba entre Filipinas y el Virreinato de Nueva España. Posteriormente con la Real Cédula del 11 de enero de 1593 se instauró la prohibición total, lo que sería confirmado por Cédulas emitidas el 5 de julio de 1595, del 13 de febrero de 1599 y el 13 de junio de 1599.

### Las formas de comercio ilícito: el contrabando y las arribadas
Alrededor del comercio con Acapulco se llevaron a cabo actividades ilícitas a partir del contrabando y las arribadas. En el primer caso los barcos entrarían a Acapulco con licencia como los que llevaban vinos, pero dentro de ello también se incluía cacao a través de un desembarco clandestino. También existían los casos de los barcos sin licencia sobre los cuales se aplicaban las leyes del Libro VIII, Título XVI de la Recopilación sobre descaminos. A partir de estas leyes el contrabando se vendía a precios mayores en una subasta pública. Una sexta parte de ella se quedaba con los jueces tras descontar los debidos derechos de entrada. A quien denunciaba le correspondía la tercera parte. Para ello surgió el sistema de arribadas que buscaba que una embarcación que tenía licencia de Guayaquil, Manta o Panamá se vea "alcanzada" por un mal temporal que lo arrastre al puerto de Acapulco, irremediablemente. Esto después era certificado ante el notario para terminar con la legalización de la actividad.

## SigloXVII

### Exportación de paños quiteños, importación de plata del Potosí

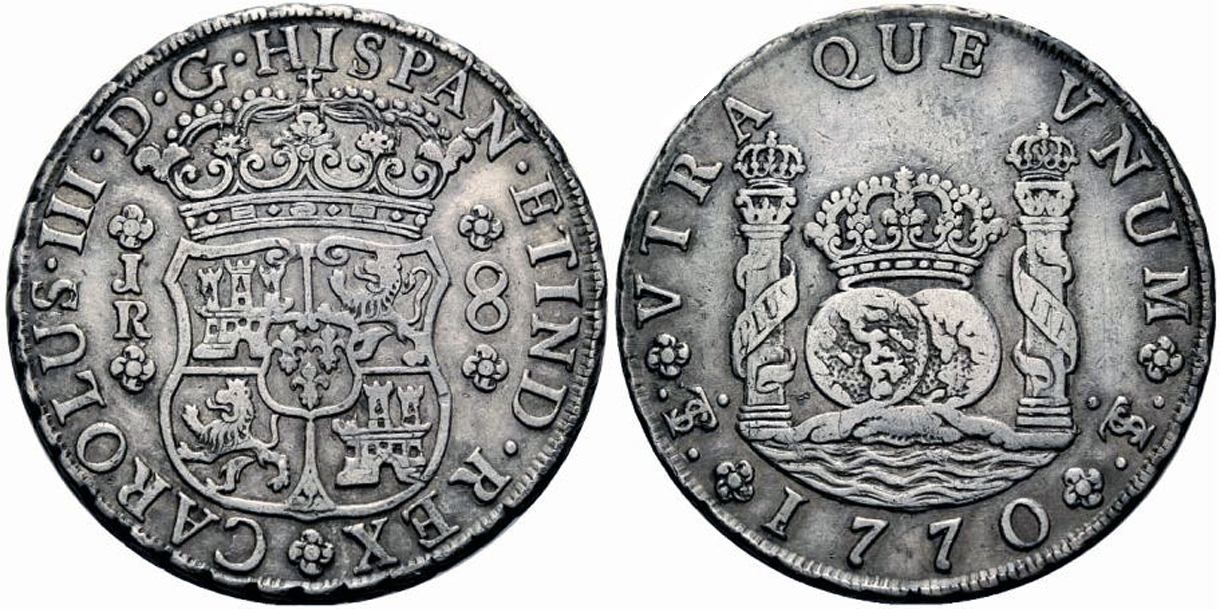
Real de a ocho de Potosí

Durante la última década del siglo XVII y la primera del siguiente, el grupo criollo dominaba el sector obrajero y había superado la crisis por las restricciones de la Corona. Por esta razón los obrajes empezarían a mejorar sus ingresos especialmente a las familias que tenían centros manufactureros y también consiguieron nuevas licencias de obrajes así como la consolidación del sistema de "enganche" de los trabajadores a partir de deudas. Las tenencias de los obrajes se ligarían a familias que mantendrían su continuidad durante años. Entre los prioritarios importantes estarían los encomenderos dueños de obrajes primeramente, en segundo sería un núcleo de familias que estaba ligada al poder local. En tercer lugar se encontrarían los ricos mercaderes y negociantes y finalmente las órdenes religiosas con menor importancia en el conjunto. Los obrajes particulares pertenecían a los principales encomenderos Francisco Ramírez de Arellano y Lorenzo de Cepeda. Durante este siglo sin embargo un gran número de obrajes se crearán a partir de sus descendientes como los de Londoño, Sandoval, Ponce Castillejo, Vera Mendoza, Galarza, entre otros. También las familias de encomenderos se unirían a familias de mercaderes como fueron los descendientes de Cepeda quien se uniría con los Plaza o también los Abad. La orientación de la Audiencia de Quito hacia la producción textil se basaba principalmente en la relación que existía con las minas en Perú y el Alto Perú: de esta manera se podía conseguir plata que circulase en la economía colonial que financiara a su vez la producción tanto de más telas como de la producción de cacao que se exportaba a Nueva España. Este fenómeno empezaría debido a la ausencia del desarrollo del sector minero en Loja y Zaruma. Los productos textiles que se exportaban eran en general paños, bayetas y jergas que muchas veces eran denominadas "ropa de tierra" y tenían como sus principales compradores a indígenas de Lima y Potosí. Esto a su vez complementaba las importaciones muchas veces por contrabando de textiles Chinos en el Puerto de Guayaquil que atendían el resto del mercado.

### Los caminos, nuevos puertos y el asedio de Puná

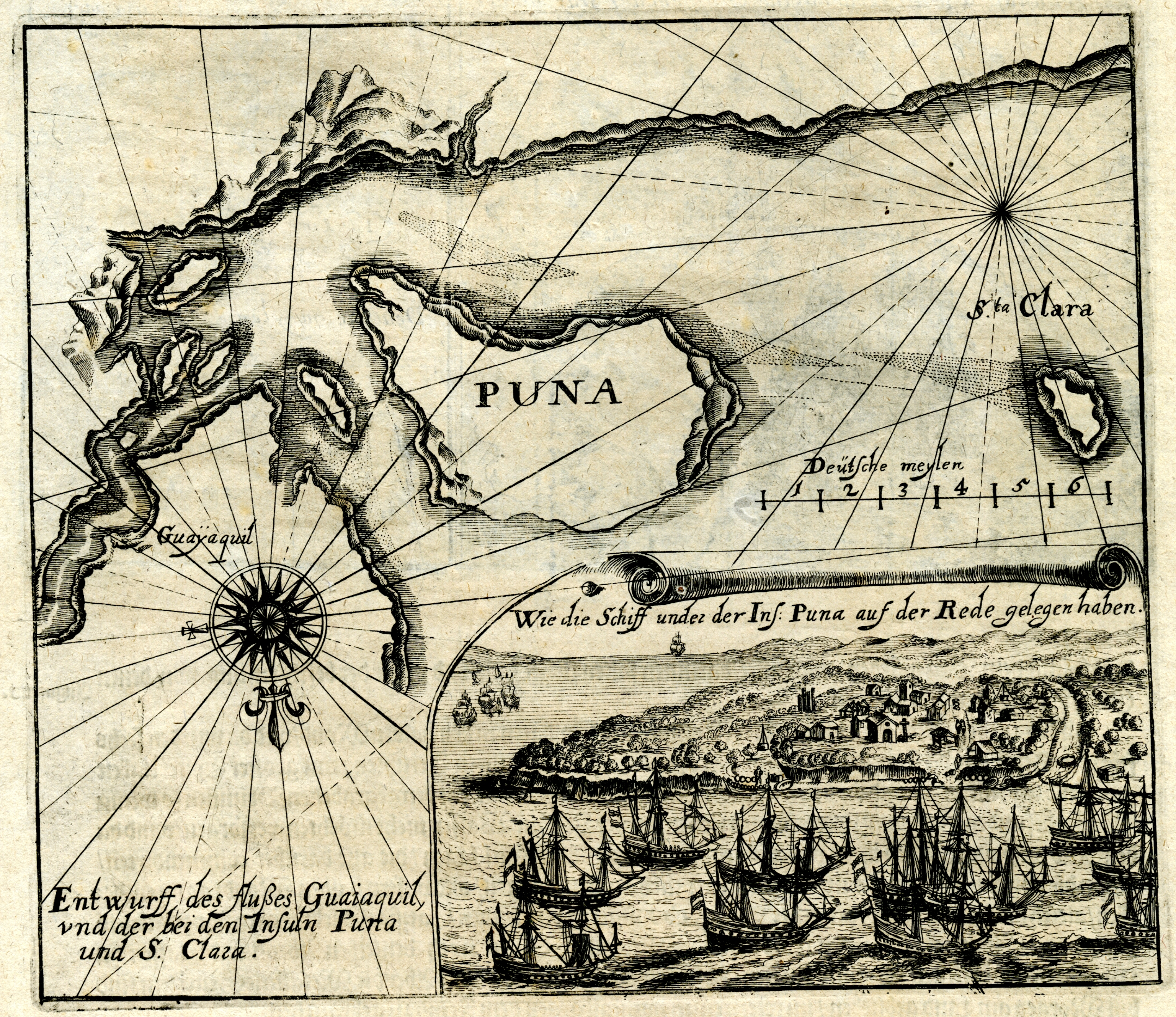
Asedio a la Isla Puná a la entrada del importante Río Guayas por una Escuadra dirigida por Jacques L'Hermite, según un grabado de 1630.

Bajo la presidencia de Antonio de Morga se buscó mejorar la infraestructura de la Real Audiencia a través de la creación de nuevos puertos y caminos que conecten la región andina con la costeña. Se enfocó también en la ampliación de los mercados y la defensa de los territorios costeros del reino. Quiso unir Ibarra y San Matheo, Quito y Bahía de Caráquez, Cali y Buenaventura. Fundó la ciudad de San Antonio de Morga de la bahía de Caráquez, así llamada en su honor y que además era puerto de mar por estar en la desembocadura del río Chone en una bahía muy profunda. También dictó instrucciones para mejorar los trabajos en los Obrajes de la Audiencia y restauró los que funcionaban en Otavalo y en Peguche. Después se aplicaría su plan en otros obrajes con iguales benéficos resultados. En 1622 autorizó la fundación de la Universidad jesuita de San Gregorio en Quito que se convertiría en una de las más importantes de la Audiencia, seguida por la Santo Tomás administrada por la orden dominica. Morga consideraba necesario la construcción de un segundo puerto en el Gobierno de Caráquez que se encuentre más cerca de los obrajes en la sierra y que a su juicio no iba a perjudicar al puerto de Guayaquil si se, complementaba la medida con la liberación del comercio de cacao:   
[…]. Como en Guayaquil no desean que haya otro puerto sino el suyo, han sido enemigos del puerto en la Bahía de los Caraquez. (Hace) trece años, muchos trabajos y dineros (costó el camino), contra la (opuesta) dureza del país, la necedad de los Virreyes y la maldad de los Castros (de Guayaquil), abrir el camino, por el que toma tan solo ocho jornadas por ir desde Quito hasta la costa. Fue iniciado por Martin de Fuica, quien se ahogó al cruzar un río en la región de los indios Niguas, que son de paz. El esforzado José de Larrazábal lo terminó en el más hermoso lugar que baña la Mar del Sur. Allí fundó la Ciudad que se llamara para los siglos venideros San Antonio de Morga. No es gran vanidad que la población tenga mi nombre, porque ese ha sido el uso en estos reinos. No han pasado más de treinta años en que se fundó la Villa de San Miguel de Ibarra, que honraba al entonces Presidente de la Audiencia Don Miguel de Ibarra sin que nadie dijera que era orgullo o soberbia del gobernante así llamarla. Desde San Antonio de Morga trajinan recuas de mulas cargadas de pescado seco, sal y otras cosas. Los tambos que hay entre el puerto y Quito son buenos, provistos de plátanos, camarones, pescados y pastos. El camino es saludable porque no hay humedad sino poca ya cerca de las montañas. Hay algunas cuestas empinadas, pero sin despenaderos ni peligros mayores. Como la tierra de esa provincia es más bien seca, en los años que no llueve no se puede sembrar y en otros apenas se logra cosechar algo, por lo que la población de la nueva Ciudad no ha crecido mucho. Pero cuando aumente la arribada de barcos y por allí entren y salgan mercaderías, ya no se tratara de cultivar esos duros campos porque la gente vivirá del comercio. Si bien el Príncipe de Esquilache se equivocaba al decir que había mulatos en la región de los Caraquez, más al norte, hacia las Esmeraldas, hay varios reinos de negros y zambos […]. Esto no traerá la ruina a Guayaquil si se permite el libre comercio de cacao. (Hasta) un niño puede entender que son mejores para el interés del rey dos puertos ricos que uno pobre. […]. Los Virreyes tienen poca comprensión de las cosas de estas tierras, algunos de ellos han sido hombres de pocas entendederas y más duros de corazón que cuero de adarga. 
En 1624 ayudó a la defensa de Guayaquil contra los piratas holandeses comandados por Jacobo L'Heremite, pero no fue del todo apropiada, luego de la primera incursión holandesa en la que fueron derrotados, los habitantes guayaquileños se quejaban amargamente por la falta de pólvora y del poco número de elementos que habían venido desde Quito y que la mala defensa se debía también a que los refuerzos llegaron tarde desde aquella ciudad. Estos asedios costaban ingentes ingresos económicos que debían ser destinados al rescate, es decir al pago de los piratas para que permitan el ingreso y salida de barcos.  

### Las misiones jesuíticas en Maynas

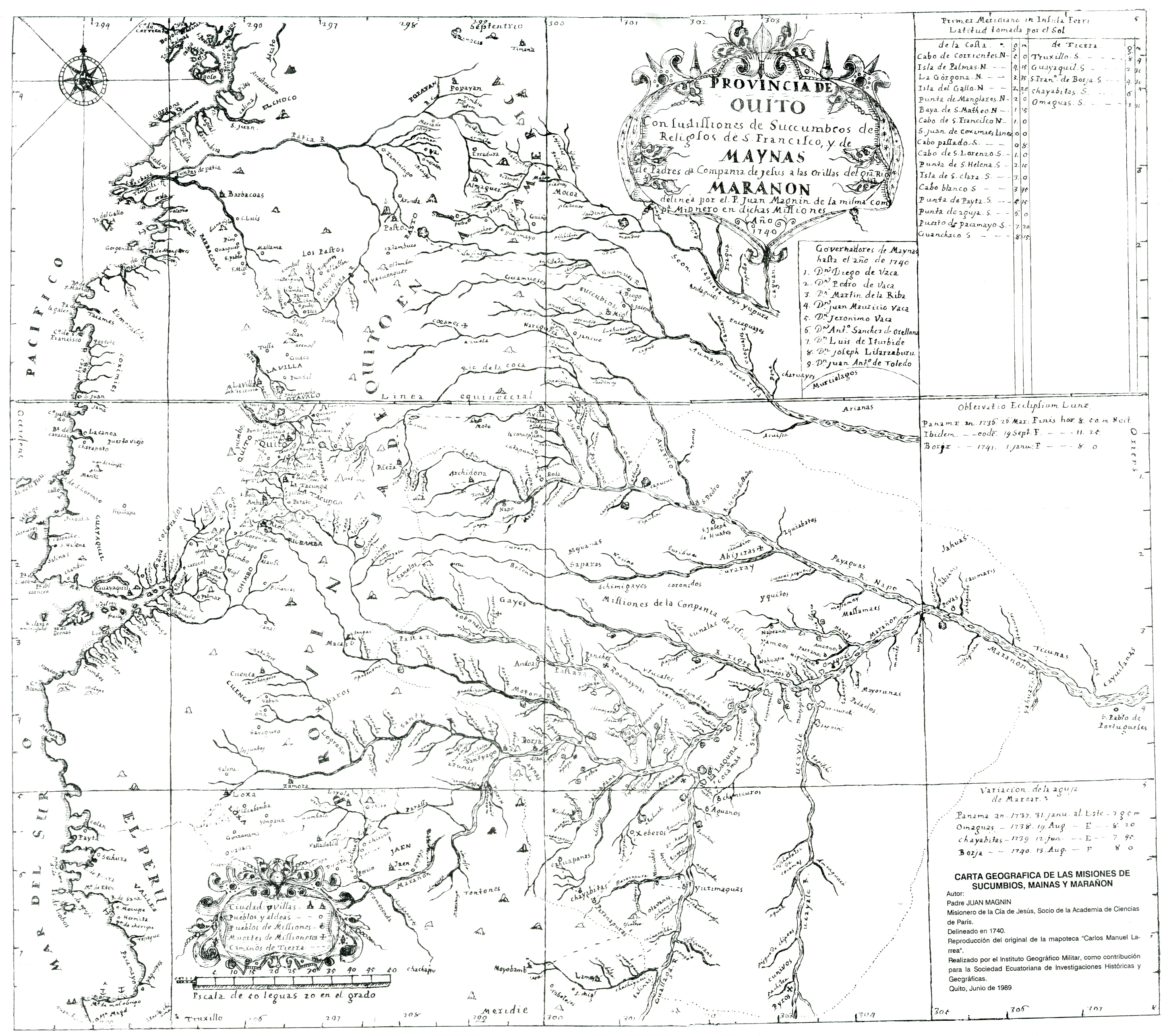
Mapa de la Audiencia de Quito, publicado en 1740, según el Padre Juan Magnin Misionero de la Compañía de Jesús.

Las misiones empezaron con las expediciones al oriente en búsqueda de El Dorado y el País de la Canela, y con el posterior descubrimiento del Río Amazonas. Después se fundarían las principales ciudades en los Andes de Ecuador como Quito, Cuenca y Loja desde donde empezaron a coordinar las salidas hacia la selva. El objetivo de ellas era doble, por un lado se evangelizaba a los indígenas, reduciendo su territorio y consiguiendo nuevos fieles para la iglesia. Por otro lado, la corona española lograba controlar los territorios y tener soberanía efectiva. Algo que tendría aún más importancia desde la firma del Tratado de Tordesillas. Posteriormente, estas misiones tendrían su mayor desarrollo cuando se las entregaron a la orden de la Compañía de Jesús, que había llegado a la Audiencia el 19 de julio de 1586. Se llevarían a cabo en los siguientes lugares:
- Misión alta del Marañón
- Misiones del Pastaza
- Misión baja del Marañón
- Misión del Napo y Aguarico

En total duraron cerca de 130 años desde que partieron los primeros misioneros acompañados de indígenas catecúmenos desde Quito dirigidos al Marañón hasta que se llevó a cabo la expulsión de los jesuitas en 1767 a partir del motín de Esquilache. Después de esto, las misiones entrarían en un proceso de transición en el que Clérigos y Diocesanos de Quito se encargarían temporalmente de las misiones sustituyendo a los jesuitas, hasta que empezarían las guerras de la independencia y se crearía el Obispado de Maynas con la Real Cédula de 1802. La disputa sobre este territorio continuaría con la creación de la Gran Colombia que estaba conformada por el Departamento del Sur y que a su disolución correspondería a Ecuador, dividido a su vez en tres departamentos: Quito, Guayaquil y Cuenca. Este último con "pretensiones territoriales" sobre Quijos, Jaén y Maynas. A partir de ahí empezaría la historia del Conflicto limítrofe entre el Perú y el Ecuador. Con esto empezarían las misiones republicanas a la Amazonía del Ecuador en el siglo XIX y que serían complementadas en el XX con la colonización y reforma agraria.

### El aumento de las alcabalas
Las regulaciones no evitaron que el comercio se siga desarrollando puesto que empezaron de esta forma las prácticas para burlar los reglamentos y restaurar el comercio con Nueva España. De esta forma empezaron a alargar sus viajes a Panamá y Nicaragua, hasta Acapulco. Cuando fue identificada terminaría siendo explícitamente prohibida el 20 de octubre de 1621 a través de la Real Cédula. Esto sería complementado con un mayor número de medidas. Se aumentaría el 2% del impuesto llamado alcabala así como se decretaría la Real Cédula del 23 de noviembre de 1635 que terminaría suspendiendo todo el comercio con Nueva España. Esto a pesar de las medidas restrictivas que significó para la audiencia no desencadenó una revolución de las alcabalas como ocurrió a finales del siglo pasado. Las alcabalas fueron la manera en la que se reunieron los montos necesarios con las que la Audiencia de Quito contribuía con el total asignado al virreinato del Perú. Según el funcionamiento del sistema le correspondían 350 mil ducados al virreinato para lo cual se había acordado en 1638 las contribuciones de los distintos lugares: Lima 140 mil, Charcas 80 mil, Quito con 30 mil, Santa Fe con 60 mil, chile con 20 mil y Panamá con 20 mil. Ya que Lima, Charcas y Quito se encontraban en esa época bajo control virreinal, se incrementó la alcabala del 2% al 4%. También se elevó la avería del 1% al 2% y se creó un impuesto de a dos reales por cada botella de vino local importado. En las otras jurisdicciones como Chile, Santa Fe y Panamá se aplicaría un impuesto similar.    

### El contrabando con Filipinas y Nueva España

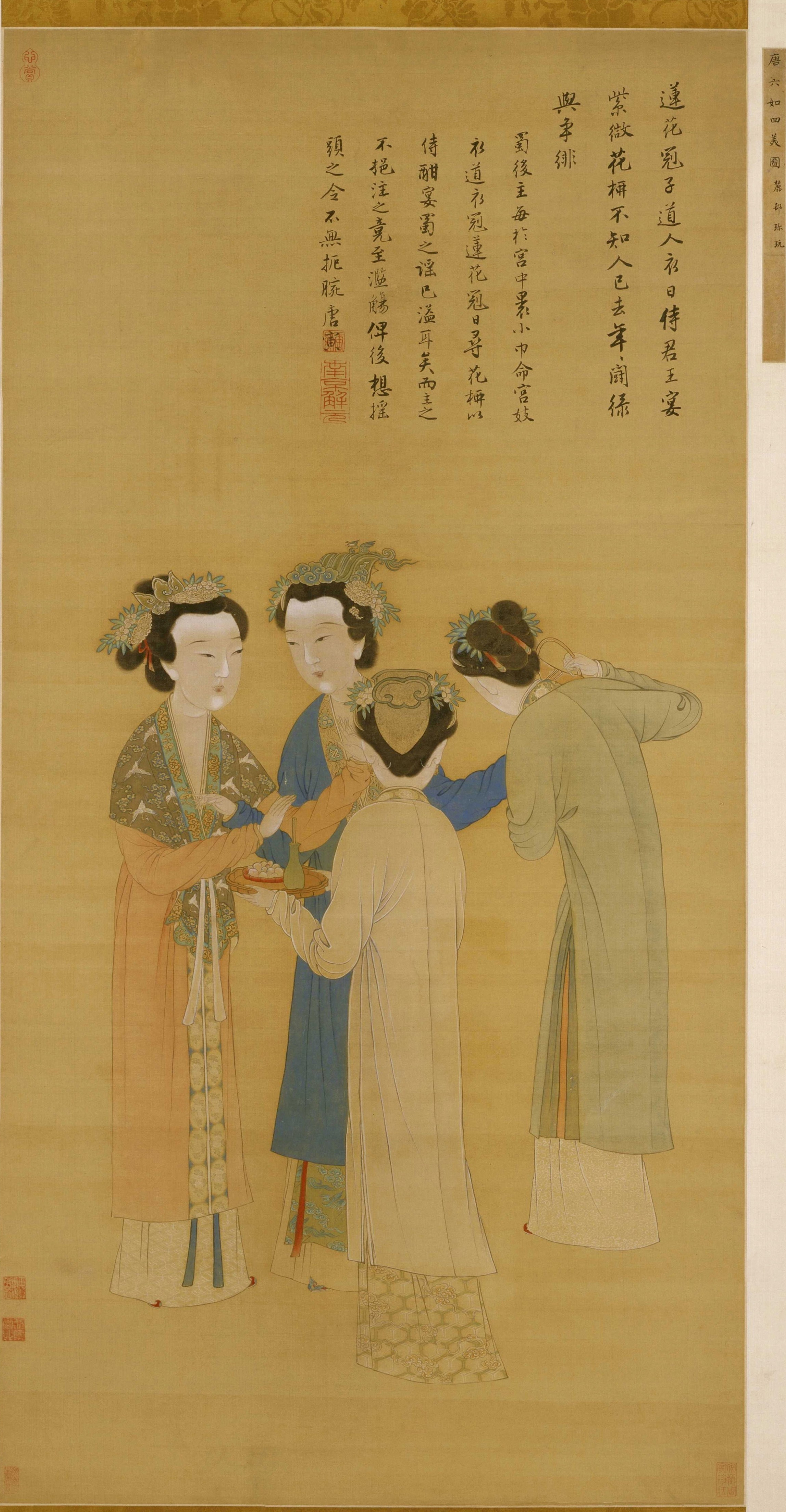
Ilustración que muestra algunos de los vestidos de seda mencionados en los escritos de Antonio de Morga

Las embarcaciones tenían a bordo a portugueses e indígenas, además de criollos y mestizos. El comercio irregular llegó a ser extremadamente lucrativo por lo que se llevó a cabo la prosperidad de la Audiencia y la participación de las autoridades en ella. Uno de los ejemplos más notables fue la acusación al Virrey Conde de Lemos de haber embarcado 3000 cargas de cacao en la Punta de Santa Elena. La vocación de comerciante complementaba a las actividades de los funcionarios públicos, especialmente los corregidores de Guayaquil, debido además al poco salario que recibían los gobernantes del puerto, lo que incluía a Oficiales Reales. Esta actividad no se concentraba en el puerto de Guayaquil sino que era generalizada en todo el Virreinato. Se sabe que los contrabandistas de la Audiencia de Quito introdujeron al puerto del Callao la ropa de China, a través de sobornos al Guarda Mayor a quien ofrecían la mitad de lo que hubieran tenido que pagar a la Real Hacienda por los derechos comerciales. Se calcula que en Paita se pagaba un soborno de ocho pesos por fardo, mientras que si se desembarcaba en Manta o en Santa Elena, el soborno destinado a los Tenientes del Corregidor y Oficiales Reales de Guayaquil era menor. Por esta razón se conoce la opinión del año 1655 del Virrey Salvatierra que creía que las Reales Cajas de Guayaquil se funcionaban "más de costumbre que de necesidad". Los productos que desde la Audiencia de Quito se enviaban era jabón, azúcar, textiles, algodón, tabaco y cacao. Por otro lado el mercado de Nueva España era importante por su conexión con Filipinas, ya que el Galeón de Manila iba semestralmente cargado de plata al Asia y regresaba con sedas, porcelanas, almizcle, tapices, pimienta, marfil, jade, damascos, entre otros lujos que a su vez eran importados en el Virreinato del Perú y la Audiencia de Quito.
Años más tarde, en 1677 el Marqués de Varinas propuso al Consejo que, como medida para evitar los fraudes que se estaban llevando a cabo por las regulaciones se autorice el libre comercio del Virreinato de Lima con los Reinos de Guatemala y Nueva España. De esta manera sería en 1694 cuando el Consulado de Lima presentó un proyecto que buscaba favorecer las exportaciones de Guayaquil a Guatemala. Esto sería respondido en 1698 por el Virrey de Nueva España, Sarmiento de Valladares, quien propuso no Guatemala sino Acapulco. Esto iba en el contexto del un aumento del contrabando no solo entre las ciudades y flotas españolas (peninsulares y americanas) sino también por un creciente contrabando francés en el Mar del Sur. No obstante las gestiones fracasaron. Durante esta época también se puso de manifiesto la disminución de la participación de Guatemala como productor de cacao. Primero bajaron los precios de 30 pesos a 15, por cada carga. Su producción bajó a su vez de 150,000 cargas anuales, de 60 libras cada una, a inicios de 1600, a 25,000 cargas a fines del siglo. Mientras tanto, a pesar de las prohibiciones las exportaciones de la Audiencia de Quito tenían mucha prosperidad, teniendo como base principal las exportaciones de cacao. Esto se puede ver a partir de los documentos de la época, así como por las relaciones de piratas y corsarios. En 1687 se llevaría a cabo una invasión pirata por lo que exigirían el rescate de un millón de pesos. Para ello se había hecho el cálculo anterior de que en la ciudad existía cerca de tres millones de pesos por su actividad comercial.

## SigloXVIII

### La introducción del almojarifazgo
Para comienzos del siglo XVIII la cosecha anual de cacao en Guayaquil fue de 34,000 cargas de 81 libras. Esto haciendo las equivalencias con los otros exportadores de cacao era de 45,900 de Guatemala y 25,000 "fanegas" de Caracas. Para esa época En Guatemala se cosechaban solamente 25,000 cargas y 15,000 fanegas en Caracas. Esta cifra permite comparar la diferencia entre la productividad de plantaciones de los principales productores alrededor de Nueva España. Este promedio era confiable puesto que las exportaciones de la Audiencia de Quito nunca bajaban de 30,000 cargas anuales y a veces llegaban a 60,000. De esta forma se puede deducir que el siglo XVII empieza con el liderazgo de la producción en Guatemala y termina con la supremacía de Quito. No obstante todo esto, las condiciones se llevaron a cabo en una desigualdad legal debido a las regulaciones ya que desde el puerto de Guayaquil solamente se podía exportar cacao a Sudemérica y a España donde los costos eran superiores. Por lo tanto la importancia de esto radicaba en el contrabando desde la Audiencia de Quito hacia Nueva España. Este comercio ilícito empezaría a partir de la introducción del almojarifazgo. Después de que se prohibió el comercio de ropa desde China, aumentó el contrabando con Acapulco. Se conoce que en dichas actividades participaban familiares de la inquisición y parte del clero secular y regular.
Formalmente, sin tomar en cuenta el contrabando, el comercio con Lima era casi total, lo que dejaba a los productores de la audiencia dependientes de los intermediarios limeños por lo que como alternativa buscaron la venta a partir del contrabando con Nueva España. Sin embargo, la venta a Lima si conectaba la economía de la Audiencia con las minas de plata de Potosí, lo que después permitía la compra de objetos importados de Nueva España y Filipinas.
Comercio del Puerto de Guayaquil a inicios del siglo XVIII:
| Puerto      | Pesos  | Almojarifazgo | Porcentaje |
| Chocó       | 1384   | 35            | 0.32%      |
| Chirambirá  | 4004   | 100           | 0.91%      |
| Iscuandé    | 2515   | 63            | 0.57%      |
| Tumaco      | 1373   | 34            | 0.31%      |
| Guanchaco   | 80     | 2             | 0.02%      |
| Callao-Lima | 429044 | 10726         | 97.86%     |
| Total       | 438400 | 10960         | 100.00%    |

### Nuevas rutas comerciales y el contrabando con Holanda

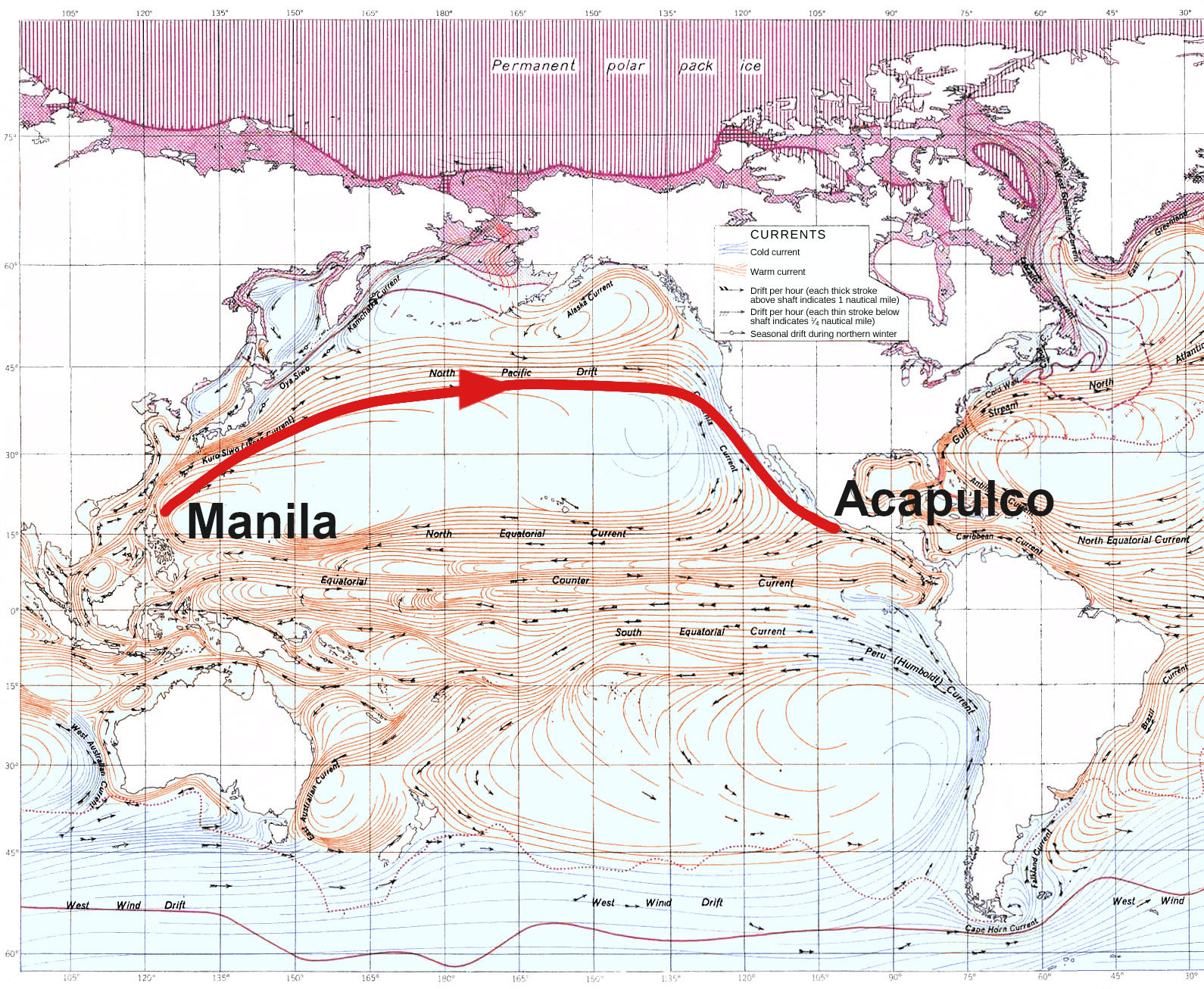
Ruta del tornaviaje de Filipinas a Acapulco, México.

El comercio con Holanda se desarrolló a comienzos del siglo XVIII. A partir de la Cédula de 1731 se ordenó que se investigara todo el contrabando holandés que se estaba llevando a cabo en la ruta del Atrato. Posteriormente se dispondría el cierre de dicha vía. Se conoce que los comerciantes de la Audiencia de Quito pagaban a los holandeses en cacao puesto que desde 1680 una embarcación que salió de Holanda, llevó a Honduras un cargamento con cacao del Río Guayas. También existen registros de que en la primera mitad del siglo XVIII se desarrolló la importación de cacao a Holanda tanto de Venezuela como de la Audiencia de Quito. Se cree que desde la ruta del Atrato, cerca a Panamá, existieron 811 fanegas con cacao del Río Guayas que fueron decomisadas en Veracruz en 1734, quedando de esta manera el registro histórico. 
Sin embargo, la ruta por Acapulco superaba ampliamente al comercio que se desarrollaba por el Atrato. Esta era la principal ruta del cacao de la Audiencia por lo que las autoridades de Guatemala buscaban la prohibición de su ingreso. Una parte de este cargamento posteriormente se dirigía a Filipinas, el resto se quedaba en Nueva España. Asimismo, esta ruta era valiosa para las importaciones de Asia que se basaban principalmente en textiles.

### La crisis de la década de 1730

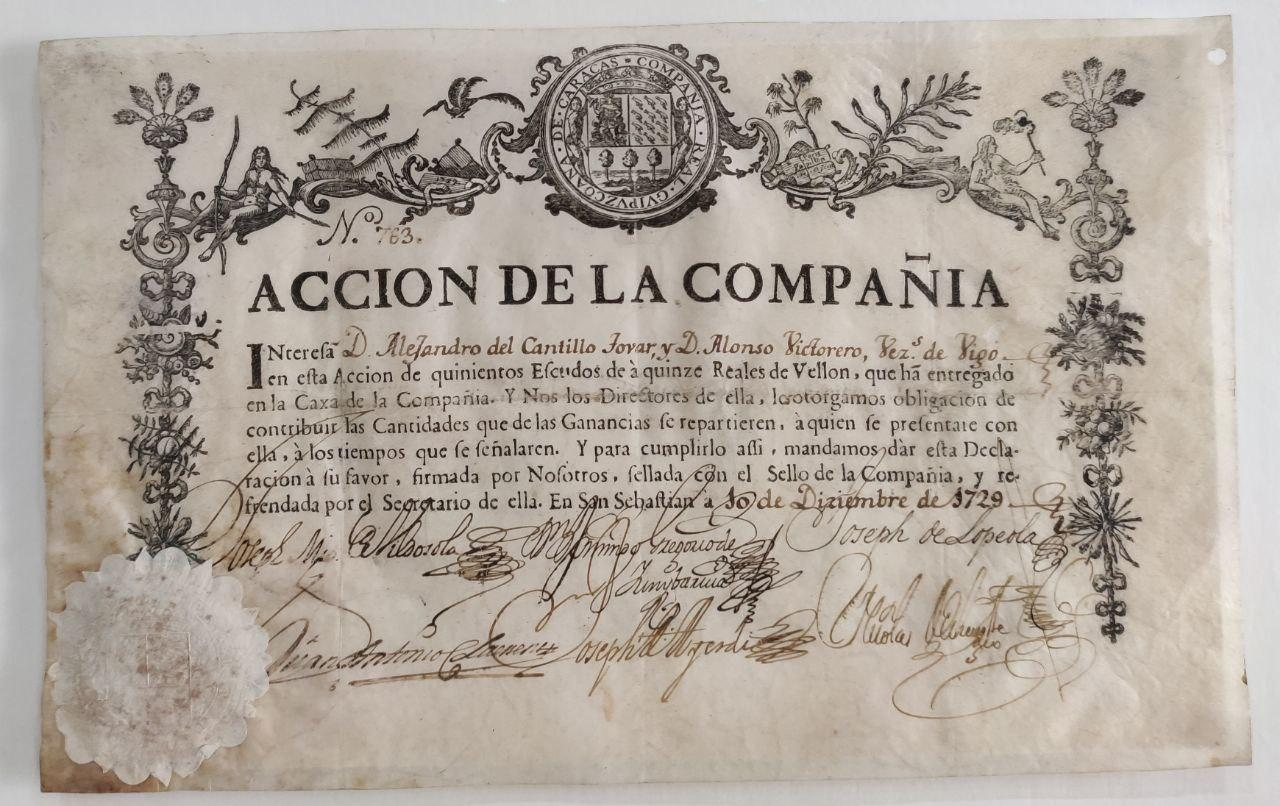
Acción de la Real Compañía Guipuzcoana de Caracas, San Sebastián, 10 de diciembre de 1729. Principal competidora de las exportaciones de Guayaquil.

Entre los años de 1701 y 1717 se permitieron importantes extracciones de cacao de Caracas a partir de la Compañía Francesa y a partir de los años de 1715 a 1739 tendría estos privilegios la Compañía Inglesa. Igualmente, entre 1742 y 1752 se permiten las extracciones para las islas extranjeras. En el año de 1729 a su vez empezaría el monopolio de la Compañía de Guipúzcoa y con esto el desarrollo a gran escala del mercado español. Esto significó malas noticias para la audiencia puesto que este favorecía el comercio con Venezuela antes que con el puerto de Guayaquil. Entretanto, a partir de estas medidas empezaría la crisis del comercio de la Audiencia que se puede ver en la afectación a su principal producto, el cacao que en 1710 se vendía una carga a 4 pesos, mientras que a partir 1719 bajaría a 12 reales. Diez años después llegó a 6 reales. Esto solamente empeoraría a partir de los piratas y corsarios que hacían que el comercio en el Pacífico sea difícil de llevar a cabo. Además del saqueo a finales del siglo anterior en 1687, se repetiría este hecho en 1709. Adicionalmente el contrabando francés en el Océano Pacífico durante las primeras décadas de este siglo afectaría de tres maneras al comercio en la Real Audiencia de Quito. Primeramente con las importaciones de España por Panamá a partir de su cancelación se verían afectados los barcos del puerto de Guayaquil que tenían participación. En segundo lugar, se afectaría el contrabando de ropa de China ya que además de la exportación de cacao y los textiles también se llevaba a cabo importación de ropa China como gran complemento comercial. En último lugar, los franceses empezarían a afectar la industria textilera de los andes que a través de sus exportaciones a Perú y Chile, servían para mantener la economía en el interior a partir de la gran cantidad de obrajes que existían desde Riobamba hasta Popayán. Para empeorar más aún la situación el Virrey de Lima prohibiría el libre comercio de Perú con Quito, Popayán y Nueva Granada. Ante esto el presidente presentaría una queja y se emitiría la Real Cédula del 7 de diciembre de 1731.

### Las propuestas de reformas legales

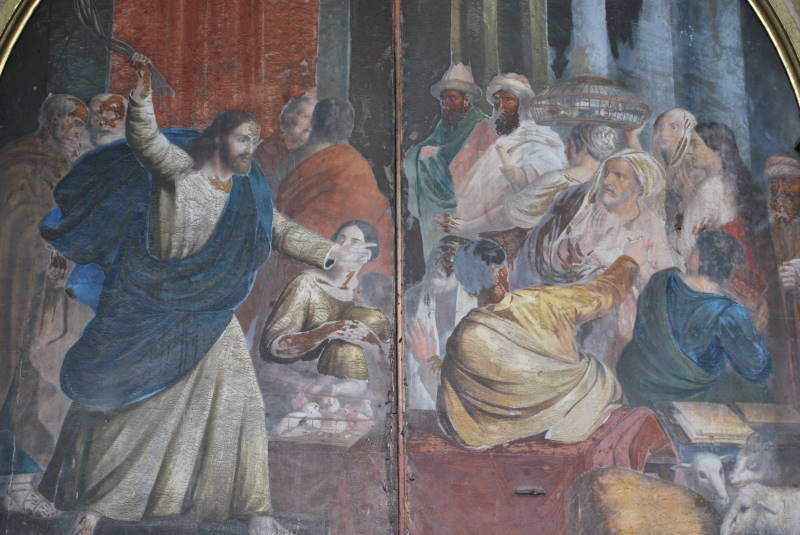
Jesús expulsando a los mercaderes del templo, escuela quiteña

A partir del saqueo de 1709, las autoridades solicitaron al Consejo de Indias mayor libertad de comercio, pero sin resultado. Nueve años más tarde, en 1718 el Cabildo de Guayaquil enviaría dos procuradores a Madrid, quienes buscaron ofrecer pagar al Rey un peso por cada carga de cacao, con el fin de poder ingresar 100,000 pesos anuales en las Reales Cajas y poder construir buques para la Real Armada. A cambio de esto se debería lograr mayor apertura comercial con Acapulco. Lamentablemente, la solicitud fue denegada. Existía en estos años una nueva modalidad que consistía en concesión de licencias para los virreyes de Lima, México y Santa Fe para introducir cacao en Acapulco, en detrimento de la Audiencia de Quito. El ejemplo para este sistema lo dio el mismo Consejo, con una Real Cédula del 31 de enero de 1720 que dispuso que el Superintendente de Azogues poder vender excepcionalmente cacao en Nueva España. Se autorizaría en 1721 y 1724 dos exportaciones, que según registros tuvo un beneficio de 100 mil pesos. Esto mejoraría a partir de la guerra con Inglaterra que a partir de la Real Cédula del 13 de diciembre de 1739 se concedería un asiento para enviar un navío cargado de cacao a Acapulco. También se llevaron a cabo venta de cacao para financiar la compra de armas para apoyar en la guerra. A partir de esto se empezaron a conceder licencias de manera más frecuente, aunque favorecían generalmente a Panamá y Lima. Existe el registro de Antonio de Ulloa, durante la misión geodésica que había una producción anual de 50,000 cargas, que para ese entonces era inferior a aquella producción de Venezuela que podía llegar a 57,000 cargas.

### La construcción del camino a Esmeraldas

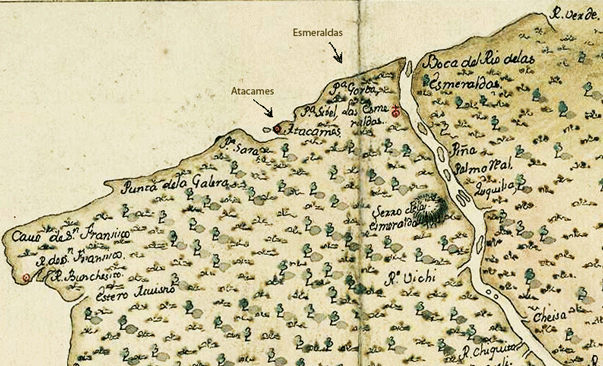
Fragmento del Mapa de las costas desde Cabo de San Lorenzo, hasta el Río de las Esmeraldas, en el Mar del Sur. Levantado por La Condamine, año 1736 y copiado del original por Antonio de Ulloa.

Buscando reactivar la economía, Pedro Vicente Maldonado, durante la visita de la misión geodésica, en 1738, asumiría el cargo de Gobernador de Esmeraldas. Ahí su principal objetivo sería el de crear un camino desde Quito hasta Esmeraldas, al norte de la Real Audiencia que sirva como alternativa al camino real desde Quito a Guayaquil. Todo esto con el fin de poder disminuir la cantidad de días que tomaba llevar los productos a la costa para su comercio. El objetivo intermedio era el istmo de Panamá, desde donde partían las mercancías hasta Nueva España. El territorio de Esmeraldas estaba habitado por aborígenes como los Colorados o los Capayas. También habían llegado embarcaciones con cimarrones que encallaron en estas playas y terminaron asentándose ahí. Era una zona rica en producción pero abandonada porque aún no se tenía control completo sobre el territorio. A inicios del siglo XVII había sido solicitada la creación de una cofradía al Rey a través de una pintura que pasó a la historia como uno de los ejemplos más importantes del manierismo de los inicios de la Escuela Quiteña por Andrés Sánchez Gallque titulado Los mulatos de Esmeraldas. Para Pedro Vicente representaba una oportunidad de dinamizar la producción y aumentar la riqueza de la parte del norte de la Real Audiencia. Para ello diseño un camino que iba desde Quito, partiendo en Nono hasta llegar a la confluencia del río Caoné y el río Blanco. Desde ahí se seguiría en canoa hasta Esmeraldas. El camino en total comprendía 260 kilómetros y la mitad de él sería de herradura. Se lanzó a la construcción del camino desde 1734 cuando solicitó la aprobación del proyecto a Lima, hasta 1743 cuando lo terminaría y viajaría a España posteriormente. Por seis años de trabajo, inversión de su fortuna y lucha contra la naturaleza, construyó Pedro Vicente el camino diseñado. Fabricó botes, congregó a los habitantes en territorios reducidos, y enseñaba a los indígenas y negros a usar armas de fuego para defenderse de las invasiones piratas. Su vida allá fue de muchas dificultades. Tanto que el Obispo de Quito Andrés Paredes de Armendáriz decidió enviar como visitador eclesiástico a José Antonio, su hermano para que lo ayudara con la evangelización de los indígenas y negros. El camino ayudó en la guerra puesto que conectó a Quito con Panamá. Existen cartas de agradecimiento por parte del Presidente de la Real Audiencia de Panamá por el trabajo de Pedro Vicente. No contento con los grandes avances obtenidos, emprendió el proyecto de realizar otro camino en Malbucho, que conectaría a San Miguel de Ibarra con La Tola, en el norte de la Real Audiencia. Sin embargo esto no pudo concretarse ya que había invertido la mayoría de sus recursos en Esmeraldas y pronto viajaría a Europa. Después de su temprana muerte, quedaría sin definirse la Gobernación de Esmeraldas y en consecuencia la administración y mantenimiento del camino, lo que llevaría a su deterioro paulatino. 

### La ruta por el Cabo de Hornos para llegar a Europa

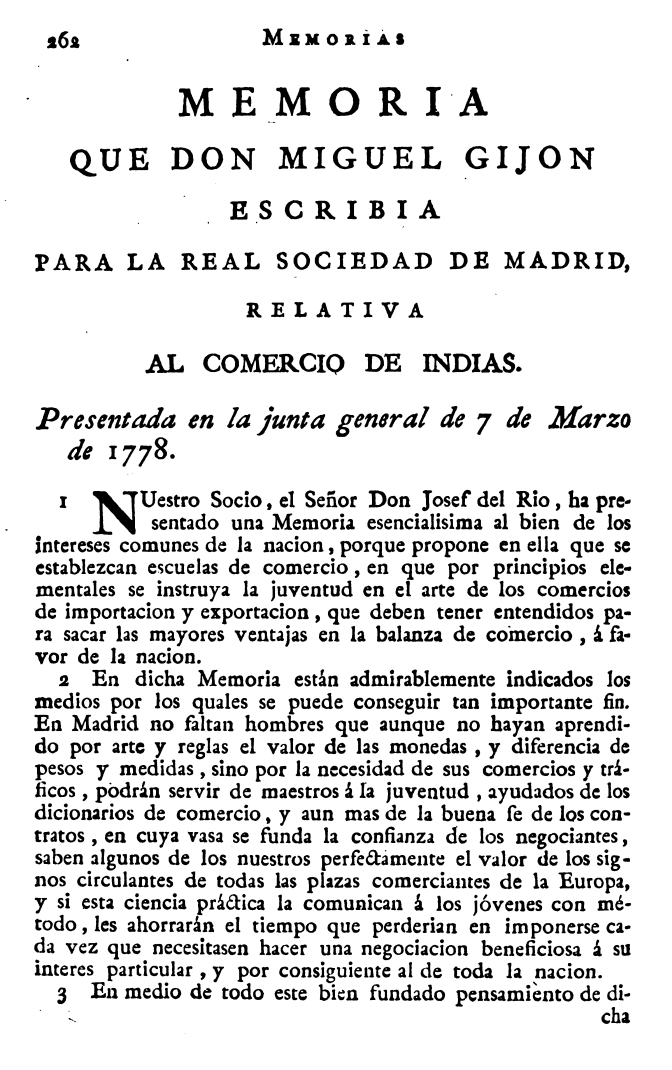
Memoria relativa al comercio de Indias por Miguel de Jijón

A partir de 1743 se abriría la ruta por el Cabo de Hornos lo que permitiría la primera medida importante que el gobierno español emitiría en favor del comercio de la Audiencia de Quito. Esetaruta nació de los viajes por el Estrecho de Magallanes, y era frecuentada también por piratas y corsarios ingleses y holandeses a finales del siglo XVI. En el siguiente siglo se descubriría formalmente el Cabo de Hornos lo que daría inicio a los viajes comerciales franceses en el siglo XVIII. Aunque inicialmente el contrabando francés fue perjudicial para la Audiencia de Quito, esto no fue del todo malo al largo plazo ya que permitió a las autoridades españolas percatarse de esta nueva ruta comercial. Durante la Misión geodésica Ulloa y Juan recomendaron el envío de navío de registro al Cabo para evitar el comercio ilícito. Cuando estalló la guerra con Inglaterra en 1739, se adoptaría finalmente la alternativa para evitar el Caribe donde había muchos barcos ingleses. Cuando se abrió esta ruta se benefició de manera importante la economía de la Audiencia. Si antes las exportaciones se hacían de manera pequeña a Perú y Chile, ahora con el arribo de barcos de España a partir de la nueva ruta, a su regreso llevaban tanto cacao como paños que se producían en la Audiencia. Además desde 1728 se había roto el monopolio de Cádiz como puerto receptor en la península. Se registra en 1769 que entraron a Guayaquil 51 embarcaciones y once fragatas de 500 a 800 toneladas, algo que no ocurría en años anteriores por las restricciones. Pasaron además de las ganancias por contrabando a Centroamérica al comercio con intermediarios limeños con pa península. Sin embargo esto afectó los intereses de Lima por lo que se presionó para regresar al anterior sistema. También existió el pedido de la limitación del tráfico de esta ruta por José García de León Pizarro en 1779, quien desde la presidencia de la Audiencia de Quito solicitó esta medida, lo que desembocaría en pugnas a la interna entre la sierra y costa, y también terminaría dando la impresión de pobreza en la sierra durante estos años. Por su parte Miguel de Jijón había propuesto al rey la creación de un canal en el istmo de Panamá para abrir una nueva ruta comercial y evitar el paso por el Cabo de Hornos que por su extensión aumentaba los costos de transporte y la vulnerabilidad de los navíos frente a ataques de las otras potencias marinas.

### La situación de los obrajes

Paisaje que recrea la fauna y la flora doméstica del Corregimiento de Quito; publicado en la Obra Relación Histórica del Viaje a la América Meridional, de Jorge Juan y Antonio de Ulloa durante la realización de la Misión Geodésica Francesa en la Real Audiencia de Quito en 1725.

Contrario a lo que se cree por las opiniones de Velasco, Espejo y González Suárez, la situación de los obrajes durante la segunda mitad del siglo XVIII fue mejor de lo que normalmente se percibe. Según el desarrollo historiográfico, la situación ahora es descrita como:
"a pesar de que no se cuenta con series de producción que permitan apreciar su evolución, por le número de unidades existentes hasta 1780 se puede presumir que el sector no a través por la crisis apocalíptica que por lo común se atribuye al siglo XVIII, aunque sin duda la contracción es evidente."
A continuación podemos ver como se vivió una reducción en el número de obrajes durante este siglo pero su se concentraron en Quito y Riobamba, ciudades importantes y de donde venían Espejo y Juan de Velasco respectivamente, sin embargo se ve un aumento en Otavalo y Latacunga. Además, es importante mencionar que el número de obrajes no es suficiente para diagnosticar la situación puesto que la variación en el tamaño de ellos podía ser muy considerable y se lo debería tomar en cuenta para completar el análisis. Sin embargo, esto fue una mala señal de un proceso que no se revertiría, aunque terminaría en realidad consolidándose en las guerras de independencia.
Cantidad de obrajes y trabajadores (números redondeados):
| Corregimiento | Obrajes en 1700 | Obrajes en 1780 | Trabajadores 1780 |
| Ibarra        | 7               | 1               | 25                |
| Otavalo       | 8               | 11              | 525               |
| Quito         | 74              | 36              | 1250              |
| Latacunga     | 31              | 50              | 2400              |
| Riobamba      | 41              | 24              | 1400              |
| Ambato        | 8               | 3               | 400               |
| Total         | 169             | 125             | 6000              |

El aumento de obrajes en Latacunga, se debe a que aquellos obrajes instaurados en lugares rurales se vieron menos afectados por los cambios en las medidas económicas que durante ese siglo se llevaron a cabo. Lograron mantener salarios más bajos dentro de grandes complejos hacendatarios con abundante mano de obra local que era usada al mismo tiempo en agricultura y textilería. Esto fue constatado por Antonio de Ulloa en su Viaje a la América Meridional. En promedio los "paños azules" como eran conocidos a los textiles de la Audiencia se producían en promedio en 100 mil varas y eran vendidos por un valor de entre uno y dos millones de pesos en Lima:
En el asiento de Latacunga se trabaja toda suerte de oficios, y artes mecánicos, obrajes de paños, bayetas y tucuyos: hacen grandes Salazones de puerco para vender a Quito, Riobamba y Guayaquil, donde merecen la mayor estimación.
La población indígena en estos obrajes era en su mayor parte estable y no flotante, con pocas posibilidades de ascenso y pocos incentivos para mejorar en cuanto al tipo de trabajos y sueldo. Cuando los dueños de las haciendas no podían dedicarse al desarrollo de sus propiedades usaban mediadores o también si se encontraban en deudas arrendaban la hacienda como ocurrió en Tilipulo, de propiedad de la familia Maldonado Sotomayor. Por su parte, Eugenio Espejo quien a través de sus escritos influenció la percepción económica sobre esta época propuso una reorganización de la producción buscando que cada zona se especialice en lo que más le convenía de acuerdo con sus posibilidades y tomando en cuenta el mercado externo. En concrecto para Quito propuso el ganado lanar, el lino y la seda.

### Las haciendas del Chota y las minas de Esmeraldas
El trabajo esclavo en Ecuador no se desarrollaría tanto como en otras partes del imperio español y estaría vinculado a las haciendas azucareras del Valle del Chota y también a las minas de esmeraldas. Ambas se desarrollarían principalmente en el siglo XVIII a partir de la compra sucesiva de esclavos que se realizó paulatinamente desde finales del siglo XVII. 
Las haciendas estuvieron administradas por la orden jesuita hasta su expulsión en 1767. Se basó en el principio de familia y tierra puesto que para mantener el orden dentro de las plantanciones, principalmente de azúcar, los jesuitas no trasladaban a los esclavos de una hacienda a otra de manera frecuente, y les permitían formar una familia con la cual puedan crear una comunidad. Por esta razón no se incentivaría el mestizaje sino que se llevaría a cabo uniones entre familias esclavas principalmente. Para ello fue importante tener equilibrio entre los sexos por lo que del total de 1164 esclavos registrados durante la expulsión, había un total de 46% mujeres y 54% hombres. En general se consideraba el trabajo masculino más importante que se vinculaba especialmente a la agricultura.
Repartición de esclavos en la haciendas en 1767
| Haciendas   | Esclavos |
| Carpuela    | 110      |
| Chalguayacu | 56       |
| Concepción  | 302      |
| Chamanal    | 123      |
| Caldera     | 96       |
| Santiago    | 101      |
| Tumbabiro   | 112      |
| Cuajara     | 264      |
| Total       | 1164     |

Por su parte la esclavitud en Esmeraldas estaría vinculada a la explotación de las minas de esa región que se desarrollaría a partir de la segunda mitad del siglo XVIII. El peso que tuvo esta actividad económica fue bajo debido a que por la falta de infraestructura no se logró articular las haciendas con las minas de la costa. Además, mucha población negra que vivía en la región no solamente que no era esclava, sino que por periodos de tiempo vivieron de manera independiente o al menos al margen del resto de ciudades en la Audiencia. 

### El Reglamento de Comercio Libre de 1778

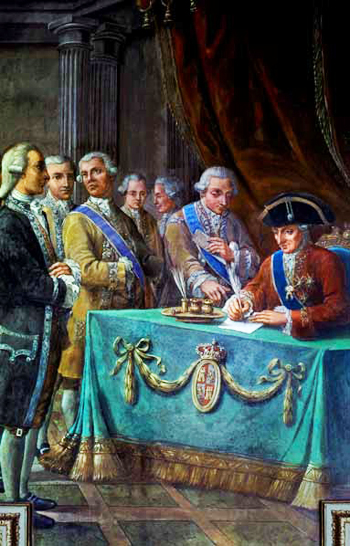
Carlos III firma el Decreto de libre comercio con América en 1778, por Pedro Pablo Montaña

Desde el año de 1720 se redujeron los derechos de importación a España de 135 maravedíes en libra a 33 maravedíes. Se introdujo además cacao de Venezuela y Quito en barcos de Portugal pagando un derecho de 75 maravedís en libra. Esta actividad se daría hasta que Esquilache la prohibiera en 1763. El Reglamento de Comercio Libre de 1778 establecería un impuesto de exportación de 8 maravedíes en libra pero con exensión de los derechos a la entrada para el cacao que era reexportado. Se ordenó además el establecimiento de Almacenes Reales en los pueblos grandes donde se depositaría en tránsito. Pagaba además la exportación de cacao derechos de salida de Guipúzcoa y de entrada en Navarra. En 1775 se organizaron los dueños de navío sde la Carrera del Sur para solicitar a través de Julían de Arriaga la rebaja de derechos del cacao de Guayaquil. En consecuencia se rebajarían un año más tarde de 33 a 25 maravedís en libra. El volumen de exportaciones de cacao de la Audiencia de Quito desempeñaba un papel importante en la determinación del mercado puesto que hasta 1785 los flujos de este puerto afectaban el precio del producto, frente al cacao de Venezuela que estaba siendo fijado por el Gobierno y la Compañía de Guipúzcoa. En cuanto a proporciones el cacao de Caracas tenía un 60% del mercado mientras que el de Guayaquil llegaba a un 20%, proporción que no cambiaría hasta el fin del siglo XVIII. Esto demuestra que a pesar de la nueva ruta del Cabo de Hornos la principal oferta se seguía haciendo en Nueva España. Sería a partir del 17 de enero de 1774 que se autorizaría el libre comercio entre los virreinatos de Nueva España, Perú, Santafé y la capitanía de Guatemala. Esto afectaría de manera importantes la economía de la Capitanía de Venezuela que durante todo el año 1773 no lograron enviar cacao a Veracruz con muchas dificultades por su alto precio. Empezaron a levantar las quejas en 1775 en contra de la introducción de cacao por Acapulco. Esto haría que el 12 de octubre de 1778 se promulgue el famoso Reglamento y Aranceles para el Comercio Libre de España e Indias. Hay que recordar también el rol que tuvo Miguel de Jijón para impulsar esta medida desde la Sociedad Económica de Amigos del País de Madrid. Paradójicamente, se decretaría un mes después la limitación de la introducción de cacao desde Nueva Granada a Acapulco a una cuota anual de ocho a diez mil fanegas. Ante esto los exportadores de la Audiencia se deberían defender por su cuenta desde el año 1779 cuando Jacinto de Bejarano (tío de Vicente Rocafuerte), Miguel de Olmedo (padre de José Joaquín de Olmedo), Pedro de Arteta y Silvestre Gorostiza pidieron, sin mucho éxito, que se permita a los barcos de Lima llevar cacao a Acapulco. Gracias a la participación de las exportaciones de la Audiencia en Europa su producción aumentó considerablemente a partir de la Orden de Carlos IV. A través del impulso a las plantaciones por parte del Gobernador Ugarte aumentaría el total en 40 mil cargas. Ramón García de León Pizarro plantaría 664 mil árboles de cacao lo que aumentaría en 56 mil cargas adicionales. Entre 1789 y 1793 se exportó un promedio de 64 mil cargas. Otros calculan un promedio de 58 mil cargas entre los años de 17790 y 1788. Mientras que aumentaría a 87 mil cargas entre 1791 hasta 1800. Dos años más tarde con el gobernador Urbina aumentaría en 100 mil cargas. Para poner en contexto las cifras, esta producción era en total cerca del 60% de la producción alrededor de Caracas, sin embargo por el alto consumo interno en Venezuela, las exportaciones terminaban cerca de 100 fanegas, lo que hacía que cuantitativamente sean magnitudes comparables. En calidad y precio en cambio era preferido el cacao de la Audiencia de Quito puesto que las exportaciones de Caracas a Nueva España se vieron mermadas en estos años, lo que crearía una crisis en la Capitanía. En resumen a España Venezuela exportaba 80 mil fanegas y Quito 30 mil fanegas, mientras que a Nueva España se exportaban 45 mil fanegas desde el puerto de Guayaquil lo que correspondía al 75% de la totalidad del comercio de ese producto. Para finales del siglo ya se podía comerciar legalmente con Acapulco que llegó a tener el 41% de todas las exportaciones de cacao con 28563 en promedio.
Ventas totales de cacao por puertos (post-reglamento):
| Puertos        | Año 1791 | Año 1792 | Año 1793 | Promedio |
| Lima-España    | 26672    | 33103    | 45500    | 35115    |
| Acapulco       | 36407    | 33389    | 15895    | 28563    |
| Panamá-Habana  | 5708     | 3394     | 4373     | 4491     |
| Paita y Valles | 346      | 293      | 88       | 228      |
| Chocó          | 13       | 0        | 2        | 5        |
| Realejo        | 0        | 608      | 794      | 701      |
| Chile          | 0        | 119      | 0        | 119      |
| Intermedios    | 0        | 0        | 101      | 101      |
| Total          | 69146    | 70906    | 66753    | 69323    |

## SigloXIX

### Primeras décadas y el fin del monopolio caraqueño

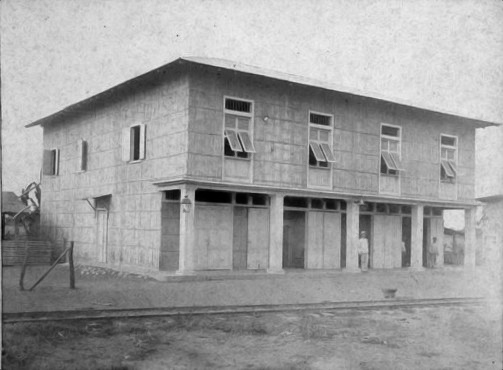
Casa para administrador y oficina del ingenio Luz María en Yaguachi

El desarrollo de la marina mercante de Chile terminó favoreciendo a Guayaquil ya que el cacao seguía siendo el principal producto de exportación del Pacífico. La guerra con Inglaterra hizo abrir a los puertos españoles lo que permitió la llegada de barcos de Estados Unidos al puerto de Guayaquil. Esta guerra afectó menos a la Audiencia de Quito que a la Capitanía de Venezuela puesto que las líneas de comunicación de Caracas eran más vulnerables ante los continuos ataques ingleses por el dominio de la monarquía sobre el Caribe. Mientras tanto Quito mantuvo sus exportaciones desde Guayaquil hacia Acapulco y seguía beneficiándose de la demanda que había en sus principales puertos del pacífico. Esto sin embargo no duraría mucho puesto que las independencias estaban llegando.

### La independencia y la decadencia obrajera
Cuando terminó la guerra con Inglaterra, España empezaría su guerra con Francia casi inmediatamente después. Fue en este contexto además de la crisis económica de Venezuela que empezarían los procesos de independencia en ese territorio y se expandirían al resto de Sudamérica. Con excepción de los año 1810 y 1811 debido a los acontecimientos de la independencia las exportaciones no se vieron afectadas salvo algunos casos de destrucción de carga, especialmente por Martín de Icaza durante el incendio de Acapulco por Morelos. Para el año de 1816 Jacinto Bejarano encabezaría una revuelta que fue derrotada por el Comodoro Guillermo Brown. Una vez que la flota chilena logra tener control sobre el Pacífico, empezarían los procesos de independencia de Ecuador con la toma de Guayaquil el 9 de octubre de 1820. En el pico de sus exportaciones se había logrado la diversificación de los destinos enviando cacao a España, Chile, Perú, Panamá, Acapulco y San Blas. La producción total era de 150 mil cargas anuales de las que 100 mil eran enviadas al puerto del Callao con destino a España. Para 1819 se calcula que las exportaciones desde el puerto de Guayaquil correspondían a más de la mitad de las importaciones europeas de cacao, llegando finalmente a superar a Venezuela en este destino.

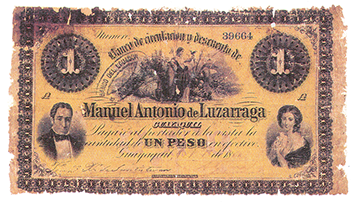
Billete de un peso, emitido por Manuel Antonio de Luzárraga

Por su parte los obrajes experimentarían un cambio en la propiedad de las encomiendas donde se encontraban. Empezaría con las quejas contra los censualistas que por la cantidad de regulaciones que ponían en una situación difícil a los obrajes. Se mencionaba la necesidad de que se redujeran los intereses de cinco a tres por ciento y además se solicitó que los censualistas tengan participación en la ruina de los obrajes. Se solicitó también poder pagar las deudas en especie, especialmente frutos. Esta solicitud incluyó a Manuel Larrea, Felipe y Josepha Carcelén, Manuel de la Peña, Rosa Montúfar y Mauricio Maldonado entre otros terratenientes. Sin embargo sus solicitudes no serían escuchadas por la participación de muchos de ellos en los movimientos independentistas. Tiempo antes, Toribio Montes había sido informado de los focos rebeldes que existirían en la zona de Cotopaxi para buscar su control. La situación de los obrajes, sin embargo empezó ahora sí a declinar por la competencia internacional de textiles derivados de las innovaciones industriales tanto en Inglaterra, Estados Unidos como Francia. Esto llevaría a la desaparición de los obrajes para fines del siglo XIX. Consecuencia de esto se regresaría a la producción agrícola y ganadera de las haciendas enfocadas principalmente al mercado interno.

### La época marcista y la manumisión de los esclavos
En esta época política se realizaron varias reformas sociales, algunas fueron revertidas o cambiadas, como la bandera y escudo de Ecuador, otros se mantuvieron a lo largo de la historia como la manumisión de los esclavos y el código civil. En cuanto a la actitud ante la iglesia no fue un periodo del todo homogéneo puesto que durante la presidencia de Noboa serían readmitidos los jesuitas, solo para sufrir una nueva expulsión durante el gobierno de Urbina. Esto tendría un efecto negativo sobre las misiones a la Amazonía del Ecuador que serían restauradas con el presidente Jijón. Dentro de las principales medidas económicas se encuentran la garantización de la propiedad intelectual, la introducción de jurados para reformar la función judicial en la presidencia de Roca, la construcción de carreteras en Pichincha y Cotopaxi en la presidencia de Roca, el impulso de la agricultura a través de la creación de la Junta Agrícola en la presidencia de Roca, la firma del acuerdos de Amistad, Alianza y Comercio Pando-Novoa que impulso el comercio internacional, la manumisión de los esclavos en la presidencia de Urbina, la eliminación de aranceles para mayor apertura comercial, las reformas educativas buscando su modernización e impulsando la educación pública, la eliminación del tributo indígena en la presidencia de Robles.

### La época garciana y el inicio del ferrocarril

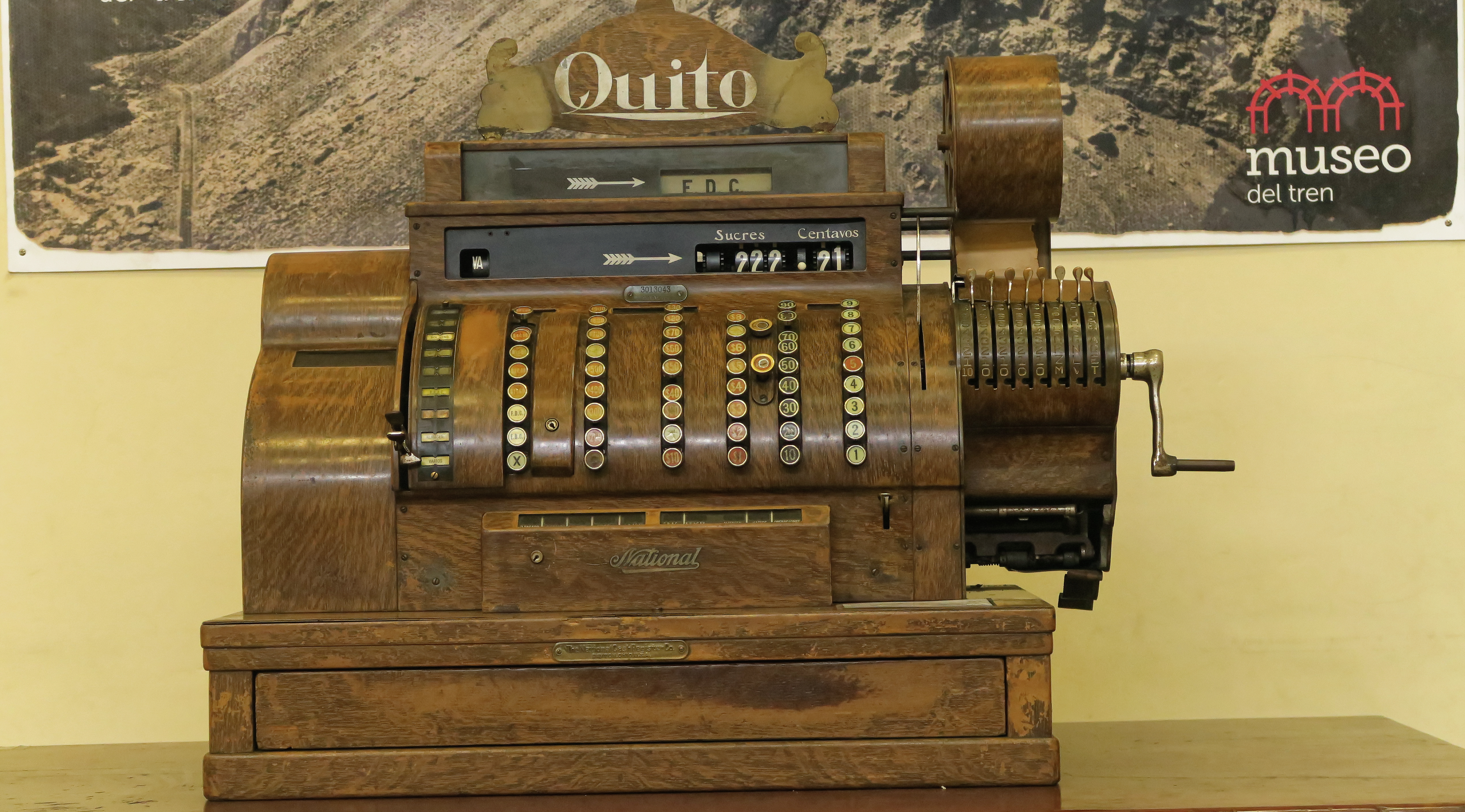
Caja antigua en la estación del ferrocarril en Riobamba

Heredero de una marcada regionalización, existente desde finales de la época colonial y agudizada en la Gran Colombia, el Ecuador nació a la vida independiente profundamente fragmentado, fragmentación que lejos de disminuir durante las tres primeras décadas republicanas se profundizó aún más a consecuencia del desarrollo de las diferencias regionales entre Quito (sierra-centro norte), Guayaquil (costa) y Cuenca (sierra-sur). En tales circunstancias, y tras la crisis de 1859, el régimen garciano se enfrentó al reto de la integración nacional. Se impulsó la cultura, la técnica y la ciencia. Creó un sistema vial a nivel nacional y construyó el ferrocarril. La educación fue una base fundamental para la creación del Estado Nacional, siendo gratuita en todos sus niveles y beneficiándose también de este programa las mujeres y los indígenas. Durante esta etapa, la economía ecuatoriana vivió un importante despegue, relacionado con el auge de las exportaciones cacaoteras, consecuencia de la demanda internacional de ese producto, en particular para el mercado europeo y norteamericano que se hallaba en pleno proceso de crecimiento. Sin duda el Ecuador se debatía bajo un régimen de contradictorias condiciones: al interior del propio aparato productivo, la modernidad (en parte producto de la inserción de la economía al mercado internacional y de sus presiones) y el arcaísmo convivían. Y es que tanto en las grandes plantaciones cacaoteras y de otros productos primarios (tagua, café o caucho), los campesinos, enrolados a esas actividades productivas, subsistían bajo relaciones precapitalistas de producción. Cosa parecida, bajo formas específicas, ocurría en las haciendas serranas.

### Las misiones republicanas a la Amazonía

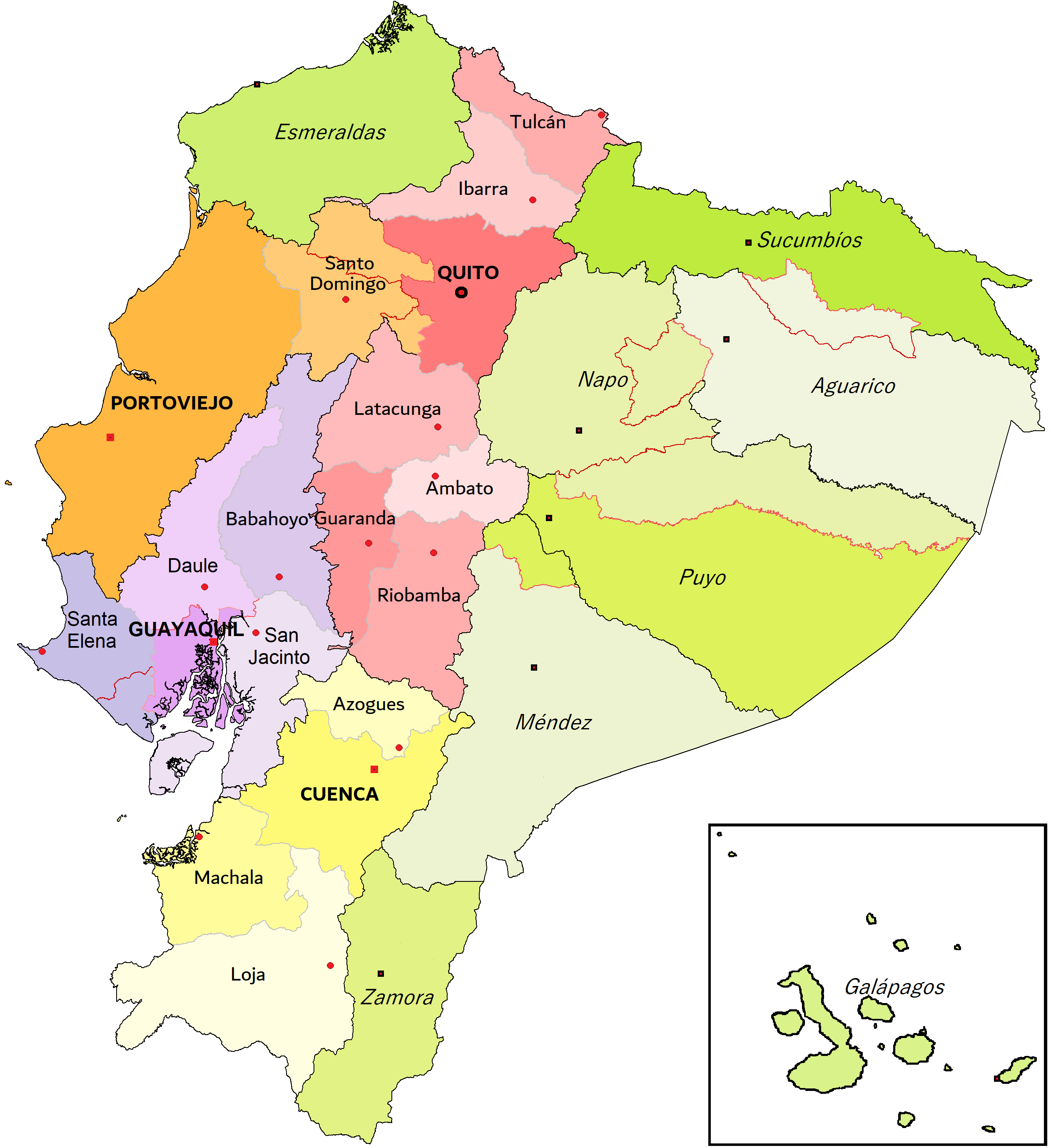
Mapa de las jurisdicciones eclesiásticas de la Iglesia Católica en el Ecuador.

A partir del año 1832 se presentaría en el mes de noviembre una solicitud al Papa para nombrar a Joaquín de Arteta como Obispo residencial. De esta manera empezaría su gobierno que duraría hasta 1849. Durante la presidencia de Rocafuerte, se retiró de la Misión de Canelos a los padres predicadores por lo que se empezó a buscar sustitutos. De esta manera se logró que Mariano Flores empiece sus labores en Canelos en 1837. También destacarían los presbíteros Checa y Flores por lo que posteriormente serían nombrados Curas de Baños de Agua Santa y Patate, respectivamente. Hubo sin embargo una sublevación en Canelos que no pudo ser contenida por la falta de fondos. Continuando con la época floreana se buscó el impulso de las misiones intentando la aprobación del proyecto para crear en Quito, Guayaquil y Loja colegios de jesuitas para las misiones y enseñanza. Sin embargo esto no se logró llevar a cabo porque sobrevino la Revolución marcista que terminaría con el floreanismo. No hubo mayores cambios desde entonces, y más bien las misiones entrarían en decadencia a partir de la expulsión de los jesuitas en el gobierno de Urbina.
El presidente Flores Jijón quien era cercano del Papa León XIII logró solicitar la División Eclesiástica del Oriente Ecuatoriano en cuatro jurisdicciones o vicariatos misionales, a saber:
1. Que todo el territorio Oriental del Ecuador sea distribuido entre los Cuatro Vicariatos Apostólicos: Napo, Canelos y Macas, Méndez y Gualaquiza, y Zamora.
2. Que los dos primeros continúen regidos por los jesuitas y dominicanos como lo están ya. El tercero será para la sociedad Salesiana de Don Bosco. Zamora por último a los franciscanos que estaban establecidos en Loja.

Estos vicariatos con el tiempo, fueron evolucionando hasta los seis que existen en la actualidad:
- Vicariato apostólico de Aguarico
- Vicariato apostólico de Méndez
- Vicariato apostólico de Napo
- Vicariato apostólico de Puyo
- Vicariato apostólico de San Miguel de Sucumbíos
- Vicariato apostólico de Zamora

### El auge cacaotero y el progresismo

La Cuenca del Río Guayas desemboca en las provincias de Santa Elena, Guayas, Manabí, Santo Domingo, Los Ríos, Cotopaxi, Tungurahua, Chimborazo, Bolívar y Cañar.

El dinamismo del comercio del cacao en Ecuador era la condición sine qua non del funcionamiento eficiente de su economía y se desarrolló alrededor de la Cuenca del Río Guayas. Los ingresos procedentes de las exportaciones de cacao determinaban en gran medida el nivel de las importaciones y, dado que los derechos de importación constituían la principal fuente de ingresos ordinarios del Estado desde 1830, sustentaban los ingresos y gastos del Gobierno. Aunque la pepa de oro proporcionó una "vergüenza de riquezas" a muchos productores y exportadores, esta dependencia hizo que la economía ecuatoriana fuera vulnerable a una serie de presiones externas, como los cambios en los patrones de la demanda y las fluctuaciones de los precios. La transformación capitalista de la República y su emergencia como un Estado moderno liberado de su herencia colonial, objetivo, en mayor o menor medida, de los sucesivos regímenes desde mediados del siglo XIX, descansaba, por tanto, sobre cimientos decididamente tambaleantes. A pesar de ello, Ecuador se convirtió en el primer productor mundial de cacao a principios de siglo.
El cacao se transportaba por el río en balsa o canoa desde la época colonial, y un sistema tan rudimentario era perfectamente capaz de hacer frente a las exigencias del comercio transatlántico a finales del siglo XIX. Sin embargo, no hay que olvidar las mejoras en el transporte. La construcción del ferrocarril de Guayaquil y Quito, iniciada en 1872, pronto facilitó la expansión del sistema de plantaciones hacia las regiones interiores del litoral, ya que la importante región de Milagro-Yaguachi quedó conectada por ferrocarril y el número de registros de haciendas aumentó. Además, a fines de siglo, el mejor mantenimiento de la red vial de la zona cacaotera alrededor de Guayaquil facilitó la comunicación, al menos en la época seca.
La región costera de Ecuador era idónea para aprovechar la creciente demanda de cacao de los países industrializados a finales del siglo XIX. Dotada de una pluviosidad adecuada, un clima apropiado y un aluvión excepcional, la región contaba además con una red fluvial excepcional hasta el magnífico puerto natural de Guayaquil, desde donde se embarcaba la cosecha de cacao hacia Europa y Norteamérica. En la década de 1880, Ecuador producía cerca de dos tercios del cacao mundial y, entre 1870 y 1920, el cacao representó (en su punto álgido) las tres cuartas partes de las exportaciones totales del país. Aproximadamente el 90% del cacao del país pasaba por Guayaquil, y su valor aumentó un 700% durante este periodo. Pineo detalla cómo vastas haciendas controlaban la producción de cacao en Ecuador a finales del siglo XIX. En la principal provincia productora de cacao, Los Ríos, 26 familias poseían el 59% de todas las propiedades (en valor). Los propietarios de las grandes haciendas también controlaban el transporte fluvial que trasladaba el cacao a Guayaquil y los vínculos crediticios y de comercialización, tan cruciales para el éxito de los productores de cacao. Los cultivadores explotaban la gran cantidad de emigrantes que huían de la sierra densamente poblada y empobrecida, atraídos por las oportunidades de empleo relativamente bien pagado (pero estacional) en las haciendas. La expansión de la producción de cacao y su mayor exportación a los mercados mundiales contribuyeron singularmente a que la población de las provincias costeras se multiplicara por siete entre 1873 y 1926, un aumento que se produjo en su inmensa mayoría por la migración interna. Asimismo, la población de la provincia de Guayas (donde se encuentra Guayaquil) y de la ciudad de Guayaquil se quintuplicó, pasando de 25.000 habitantes en 1870 a más de 120.000 en 1925. De los emigrantes que encontraron empleo en las haciendas cacaoteras de la costa, la mayoría eran jornaleros estacionales.

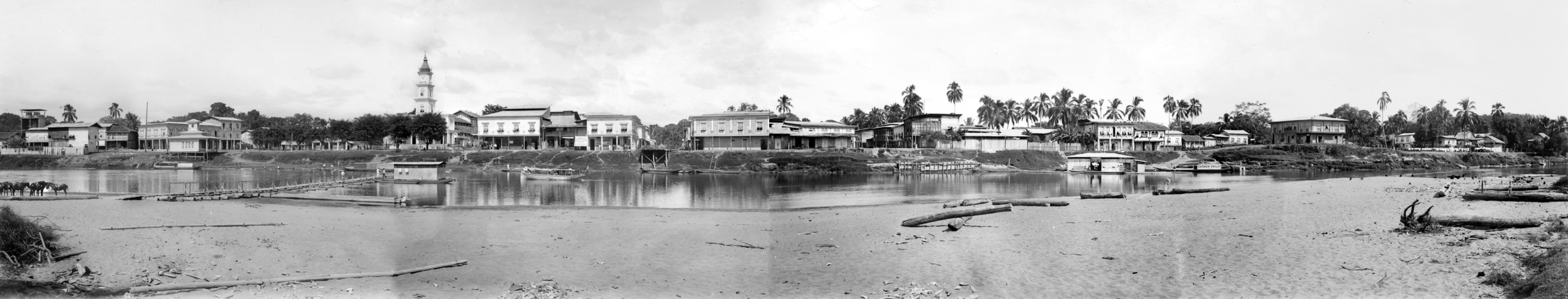
Vista panorámica de Vinces, Los Ríos (en la cuenca de río Guayas), Ecuador, 1910.

## SigloXX

### La revolución liberal
La hegemonía de la costa debió mucho a la expansión del comercio del cacao ecuatoriano. En respuesta a la creciente demanda de Europa y Norteamérica, Ecuador representaba el 28,3% de la producción mundial en 1894. Al año siguiente, esa hegemonía fue confirmada por la revolución liberal de Eloy Alfaro, quien estaba comprometido con un programa de modernización bajo los auspicios de un Estado intervencionista. En respuesta a la caída del valor de la plata durante la década de 1890, la Ley de Monedas, recomendada por la Cámara de Comercio de Guayaquil, colocó a Ecuador en el patrón oro en 1898. Esto tuvo el efecto de estabilizar los tipos de cambio y, por tanto, las transacciones financieras internacionales de Ecuador, de las que se beneficiaron tanto el sector exportador como el gobierno. Además, conllevó una revalorización de las reservas de oro de los bancos de Guayaquil que supuso prácticamente la duplicación del valor de sus activos líquidos. El sector exportador recibió más apoyo del gobierno en el sentido de que durante todo el período liberal los aranceles sobre sus productos fueron significativamente más bajos que los aplicados a las importaciones. Los exportadores de la propia pepa de oro se vieron favorecidos por un sistema de derechos específicos en lugar de ad valorem que apoyaba obras públicas en Guayaquil u otros proyectos en interés directo de los productores. Los derechos de importación, en cambio, se destinaban al servicio de la deuda externa. Hubo, sin embargo, mucho más en el triunfo alfarista que una convergencia de intereses entre el gobierno y la élite costeña. La revolución liberal se ha considerado tradicionalmente como un importante punto de inflexión en la historia de Ecuador. Atraídos por las oportunidades que ofrecía la floreciente economía comercial de Guayaquil y sus alrededores, y tratando de escapar de las condiciones miserables, los bajos salarios y los abusos que les infligían los hacendados, los serranos pobres e indígenas acudieron en masa a la costa en busca de trabajo y de un grado de libertad que se les negaba en la sierra. En las grandes haciendas cacaoteras descubrieron que los antiguos métodos de coacción de la mano de obra, como el peonaje por deudas y la concesión de créditos caros en el almacén de la empresa, estaban decayendo a medida que los propietarios de las haciendas competían por la escasa mano de obra, especialmente en época de cosecha. Un sistema de trabajo asalariado gratuito, en el que la mano de obra escaseaba, significaba que se disponía de salarios relativamente altos. Además, los plantadores habían conseguido que se aprobaran leyes que eximían a sus trabajadores del servicio militar obligatorio y del servicio en las cuadrillas de caminos.

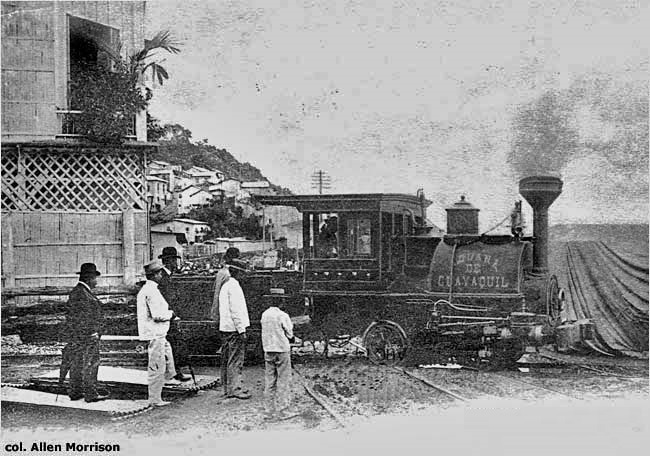
Ferrocarril de Aduana de Guayaquil

En 1894 la población de la ciudad de Guayaquil era de 50.000 habitantes; en 1925 había aumentado a 120.000. Los establecimientos manufactureros que suministraban una serie de bienes de consumo básicos para la creciente población se hicieron más numerosos a partir de 1895 y aumentó el número de sociedades de ayuda mutua de trabajadores, fomentadas por el gobierno. Con el auge del comercio del cacao, se multiplicaron las oportunidades de trabajo en oficinas y bancos, así como la demanda de servicios profesionales de médicos y abogados. La riqueza generada en la costa facilitó una serie de políticas cuyos logros no se limitaron únicamente a Guayaquil. En Quito y otros centros urbanos se introdujeron mejoras en la sanidad pública y aparecieron la luz eléctrica, los teléfonos y los tranvías. La reforma social recibió la debida atención por parte de los políticos liberales empeñados en la modernización de su país. Se realizaron esfuerzos para mejorar la oferta educativa y la Constitución de 1906 trajo consigo la separación de la Iglesia y el Estado, un compromiso central de la filosofía liberal. La abolición del concertaje (servidumbre por deudas), pilar de la economía rural serrana, y del encarcelamiento por deudas había sido durante mucho tiempo una reivindicación del liberalismo ecuatoriano. Retrasada durante muchos años por la oposición de los terratenientes de la sierra, la abolición fue finalmente llevada a cabo en 1918 por el presidente Alfredo Baquerizo Moreno. El compromiso liberal con el progreso, sin embargo, fue quizás más claramente demostrado por la finalización del Ferrocarril de Guayaquil y Quito en 1908, una asombrosa obra de ingeniería que mejoró significativamente las comunicaciones entre la costa y la sierra. Sin embargo, este progreso tuvo un alto coste. Ecuador era un país desgarrado por conflictos regionales, sobre todo entre la costa y la sierra. A pesar de sus logros en ciertos campos, los liberales fueron incapaces de superar la desarticulación regional del país y para asegurar la estabilidad de su régimen se vieron obligados a entrar en un pacto o al menos un alto el fuego con los terratenientes y el clero de la sierra. De este modo se fijaron límites al alcance de la secularización y la Iglesia logró encontrar medios legales para mantener e incluso ampliar la influencia de sus instituciones educativas. Además, el empleo público, para disgusto de muchos guayaquileños, siguió dominado por los quiteños. Los políticos provinciales, a cambio de garantizar cierto grado de estabilidad, tuvieron que ser recompensados con proyectos de obras públicas financiadas por el gobierno.
Además del cacao, durante esta época también se dio impulso a las minas de Zaruma que habían empezado en la última década del siglo XIX. Para ello, Alfaro empezó la construcción de una vía entre Portovelo y Santa Rosa de 75 kilómetros que debía terminarse en 1917. Esto permitiría fomentar la extracción minera que había empezado con la South American Development Company, SADCO y también la Quebrada Mining Company que se encontraban operando en vetas muy ricas alrededor de Zaruma. Esta actividad se desarrollaría hasta que en la presidencia del Gral. Alberto Rodríguez Gallo se llevaría a cabo varias medidas buscando el aumento de regalias a SADCO con medidas políticas con sello nacionalista. Las medidas después variarían con la inestabilidad política que vivió Ecuador durante varias décadas y la producción declinaría paulatinamente desde la década de los cincuenta.

### La diversificación hacia otras actividades

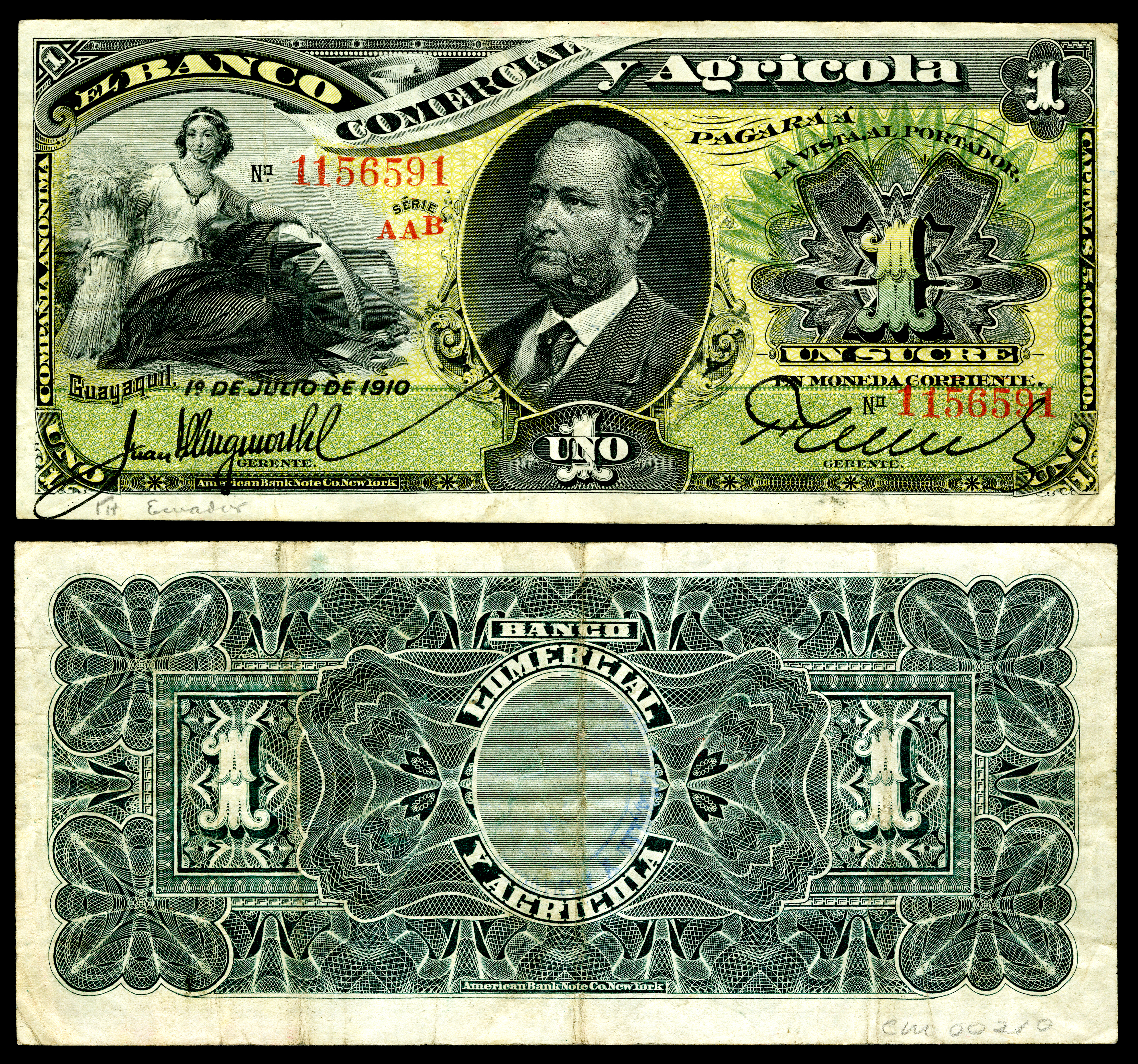
Billetes emitidos por el Banco Comercial y Agrícola

En el corazón de la economía exportadora se encontraba un núcleo de plantadores, banqueros y comerciantes con una interrelación de intereses claramente identificable. El hacendado Lautaro Aspiazu, por ejemplo, además de servir como director del Banco del Ecuador, en varias ocasiones alrededor del cambio de siglo formó parte de las juntas directivas de firmas involucradas en seguros, hipotecas y construcción, transporte urbano, teléfonos, iluminación y fabricación de fósforos. Miguel Seminario disfrutó de una cartera similar de cargos. Sin embargo, una institución de suprema importancia para la mayoría de los involucrados en el comercio del cacao fue el Banco Comercial y Agrícola, orientado a la exportación. Fue este banco, más que ninguna otra institución, el que reunió a los miembros de la élite costera. La siguiente tabla resume la diversificación hacia otras actividades a partir de las exportaciones cacaoteras:
| Familias          | Propiedades agrícolas | Casas de exportación | Acciones en Banco Comercial y Agrícola | Acciones en Banco del Ecuador | Acciones en industrias y servicios |
| Aspiazu           | 59                    | 2                    | 26                                     | 19                            | 6                                  |
| Durán Ballén      | 6                     | 0                    | 19                                     | 5                             | 0                                  |
| Morla             | 27                    | 0                    | 71                                     | 0                             | 1                                  |
| Seminario         | 40                    | 1                    | 20                                     | 4                             | 3                                  |
| Puga              | 17                    | 0                    | 0                                      | 0                             | 0                                  |
| Guzmán            | 0                     | 1                    | 0                                      | 33                            | 1                                  |
| Caamaño           | 1                     | 1                    | 0                                      | 0                             | 1                                  |
| Sánchez Bruno     | 4                     | 0                    | 33                                     | 5                             | 0                                  |
| Reyre             | 0                     | 1                    | 24                                     | 0                             | 1                                  |
| Parodi            | 6                     | 0                    | 4                                      | 0                             | 0                                  |
| Avilés            | 16                    | 0                    | 9                                      | 0                             | 2                                  |
| Díaz Erazo        | 1                     | 0                    | 28                                     | 5                             | 0                                  |
| Icaza Illingworth | 9                     | 0                    | 10                                     | 6                             | 1                                  |
| Ribón             | 0                     | 0                    | 12                                     | 0                             | 0                                  |
| Sáenz de Tejada   | 2                     | 0                    | 11                                     | 0                             | 0                                  |
| Osa               | 0                     | 0                    | 20                                     | 0                             | 0                                  |

### Las guerras mundiales y la crisis

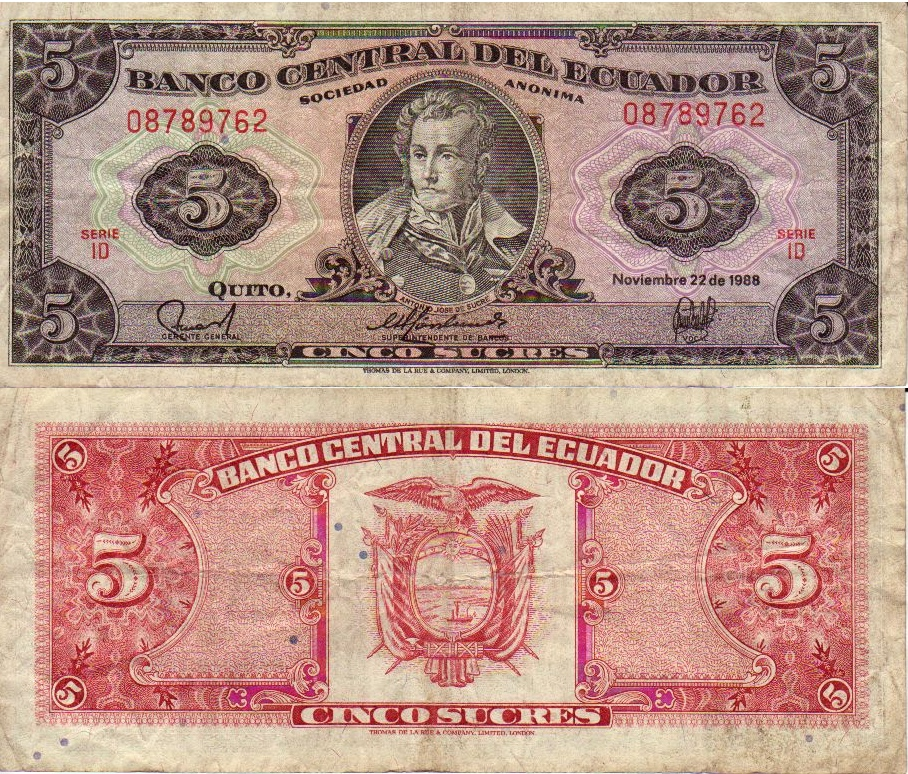
Billete de cinco sucres.

No se llevó a cabo inversiones en tecnología dentro de las actividades económicas, una deficiencia que se pondría de manifiesto cuando las enfermedades asolaran sus fincas después de la Primera Guerra Mundial. Los ingresos que obtenían los plantadores se gastaban en costosos productos importados y lujosas casas en Guayaquil. De hecho, muchas familias decidieron no vivir permanentemente en Ecuador y prefirieron residir durante largos periodos en los alrededores de París, donde habían acumulado gran parte de su riqueza. Después de todo, operaban dentro de los parámetros de un Estado-nación mal articulado y una economía política débil e inestable. En última instancia, a medida que disminuían los ingresos procedentes del cacao, la cuestión de las finanzas públicas pasó a dominar la agenda política ecuatoriana en los años de la guerra y la posguerra. El 9 de julio de 1925, un grupo de jóvenes oficiales del ejército, organizados en la Liga Militar, derrocó al gobierno del presidente Gonzalo Córdova. En el momento del golpe incruento, la economía ecuatoriana estaba sumida en una profunda crisis. Aunque sus orígenes se remontan a factores externos adversos, sobre todo el colapso del comercio del cacao y las limitaciones que éste imponía al gobierno, los conspiradores militares, con el apoyo de los conservadores de las tierras altas con sede en Quito, optaron por atribuir la responsabilidad de la grave situación del país a las acciones de la "plutocracia" de Guayaquil, en cuyas manos, según ellos, el gobierno se había convertido en un mero instrumento. Aunque gran parte de la invectiva dirigida contra la "plutocracia" era retórica y propaganda, no es menos cierto que los intereses bancarios guayaquileños gozaban de fácil acceso a las más altas esferas de las sucesivas administraciones liberales de Quito. El interés dominante era el Banco Comercial y Agrícola, establecido en 1894. Con el estallido de la Primera Guerra Mundial en agosto de 1914, el Banco se convirtió rápidamente en el principal acreedor del gobierno.

### El auge bananero y la estabilidad democrática

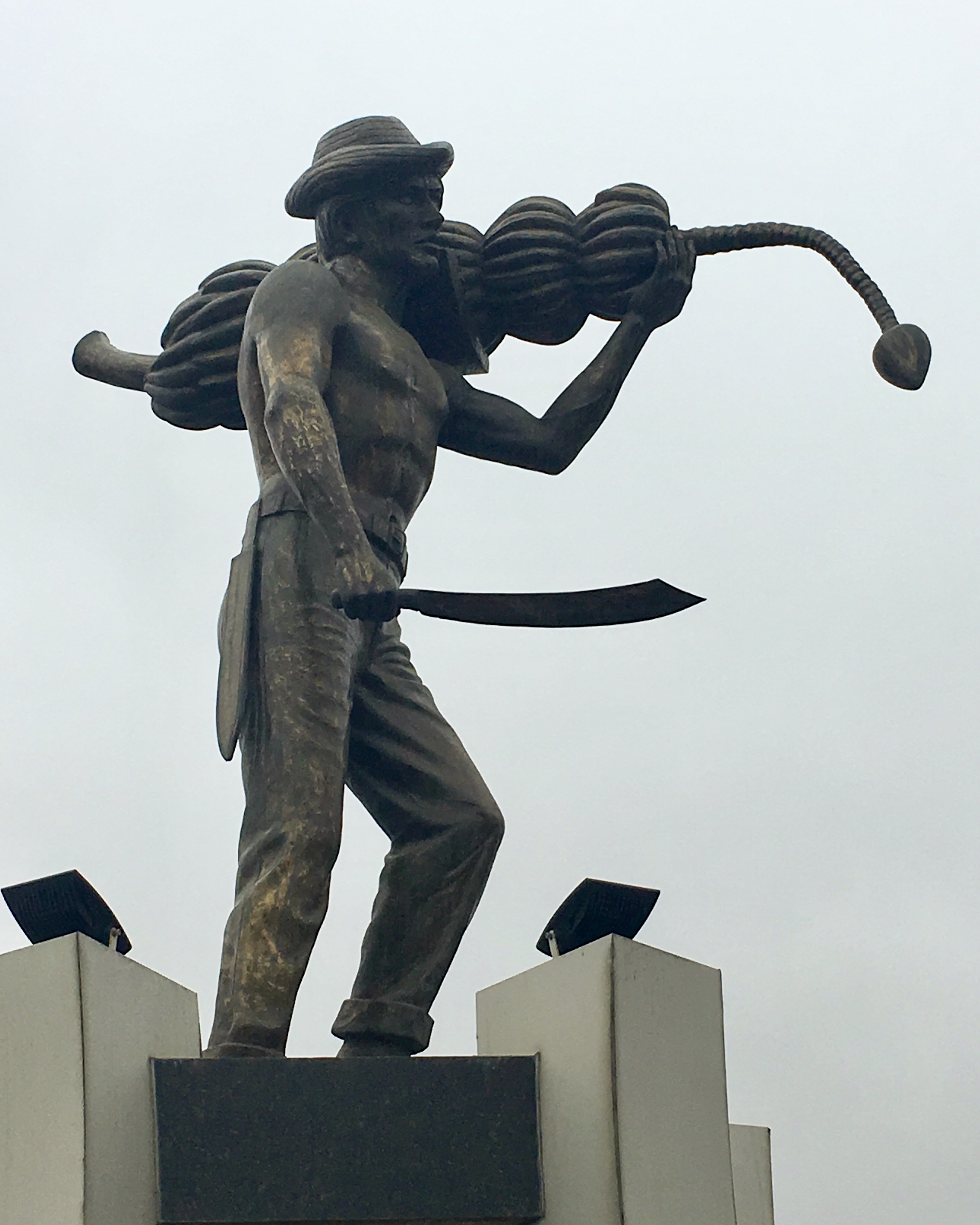
Monumeno en Machala, la capital bananera de Ecuador.

Después de la Segunda Guerra Mundial el mercado internacional del banano estaba bien desarrollado, y que su expansión en la posguerra no alcanzó una magnitud comparable al crecimiento de las exportaciones ecuatorianas. Además, las exportaciones ecuatorianas se destinaban al mercado estadounidense, donde el consumo per cápita de banano se había saturado en los años veinte y la demanda crecía sólo a un ritmo vegetativo modesto. Así pues, el auge del plátano no puede explicarse únicamente por la expansión de la demanda.  Existen factores externos que pueden explicar la expansión de la producción. Sobre todo, se ha argumentado que las enfermedades (especialmente el "Mal de Panamá") y los factores climáticos (como los huracanes) redujeron la producción exportable de Centroamérica durante la posguerra, creando así las condiciones favorables para que Ecuador pudiera cubrir el déficit de la producción mundial. Por último, fue importante también la "asistencia técnica" e intervención directa de la United Fruit Company en la producción y comercialización del banano ecuatoriano, que se inició de forma significativa en 1949, durante la presidencia de Galo Plaza Lasso. En cuanto a la composición de las exportaciones durante 1948-72, se trataba casi exclusivamente de productos primarios. Entre ellos, el plátano representó aproximadamente el 50% del total, mientras que el café y el cacao cubrieron la mayor parte del resto. No se detectaron tendencias a la diversificación de las exportaciones.
| Empresa                           | Origen de la empresa | Cajas exportadas | Porcentaje |
| Standard Fruit                    | EEUU                 | 11.3             | 17%        |
| Exportadora Bananera Noboa        | Ecuador              | 10.8             | 16%        |
| United Fruit Company              | EEUU                 | 9.8              | 14%        |
| Ubesa                             | Alemania             | 9.1              | 13%        |
| Exportadores de Fruta del Ecuador | Alemania             | 7.6              | 11%        |
| Bananas SA                        | EEUU                 | 5.5              | 8%         |
| Agrícola San Vicente              | Ecuador              | 3.6              | 5%         |
| Frutera Sudamericana              | Otro                 | 3.2              | 5%         |
| Otras 23 compañías                | Otro                 | 7.1              | 10%        |
| Total                             |                      | 68               | 100%       |

El boom del plátano duró sólo unos años. La tendencia estable, aunque creciente, al aumento del poder adquisitivo de las exportaciones bananeras se interrumpió bruscamente en 1965, dando paso a un comportamiento errático dentro de una tendencia a la baja. Cuando Ecuador empezó a ser desplazado del mercado mundial, se creó una crisis en el sector externo y, de hecho, en toda la economía nacional. Sólo se superó en 1972 con el inicio de la exportación de petróleo. Las ventas de banano a los mercados más dinámicos (Europa y Japón), permitieron a Ecuador hasta 1964 mantener tasas de crecimiento del volumen exportado superiores a las de la demanda mundial y a las de los cuatro grandes exportadores centroamericanos. La relación de costos favorable a Ecuador no sólo benefició a Standard Fruit y United Fruit que gradualmente trasladaron sus centros secundarios de operación de los países marginales a Ecuador. También indujo la organización de medianas y pequeñas empresas exportadoras. Entre ellas, dos firmas alemanas que transformaron a Ecuador en el principal proveedor de la República Federal. También aparecieron otras empresas nacionales y extranjeras que se desarrollaron rápidamente. La transformación en el abastecimiento internacional se completó en 1960. La rama bananera tenía una nueva estructura en la que coexistían dos grandes empresas con las medianas y pequeñas establecidas en Ecuador.  La relación comparativa de costos entre Ecuador y los países centroamericanos se modificó sustancialmente con la introducción del Cavendish. De las dos ventajas de coste que favorecían a Ecuador, la ausencia de enfermedades y de huracanes, la primera desapareció casi por completo, ya que el Cavendish es resistente a la enfermedad de Panamá. La introducción de la Cavendish modificó tanto la distribución territorial de los intereses de United Fruit y Standard Fruit, como el grado de concentración en la rama bananera. Antes de 1965, las dos empresas más grandes, además de sus operaciones centroamericanas, tenían una participación significativa en la comercialización de la fruta ecuatoriana. Casi la mitad de las compras de Standard Fruit y una sexta parte de las de United Fruit se realizaban en Ecuador. Los cambios en la variedad de banano cultivado en Centroamérica se tradujeron en variaciones de costos que, como hemos demostrado, hicieron menos rentable para las empresas el comercio de banano ecuatoriano. Así, las ventas ecuatorianas a EE. UU. cayeron de 524.000 T.M. en 1964 a 274.300 en 1973 mientras que las exportaciones de Costa Rica, Guatemala, Honduras y Panamá casi se triplicaron durante el mismo período.

### El auge petrolero y la dictadura

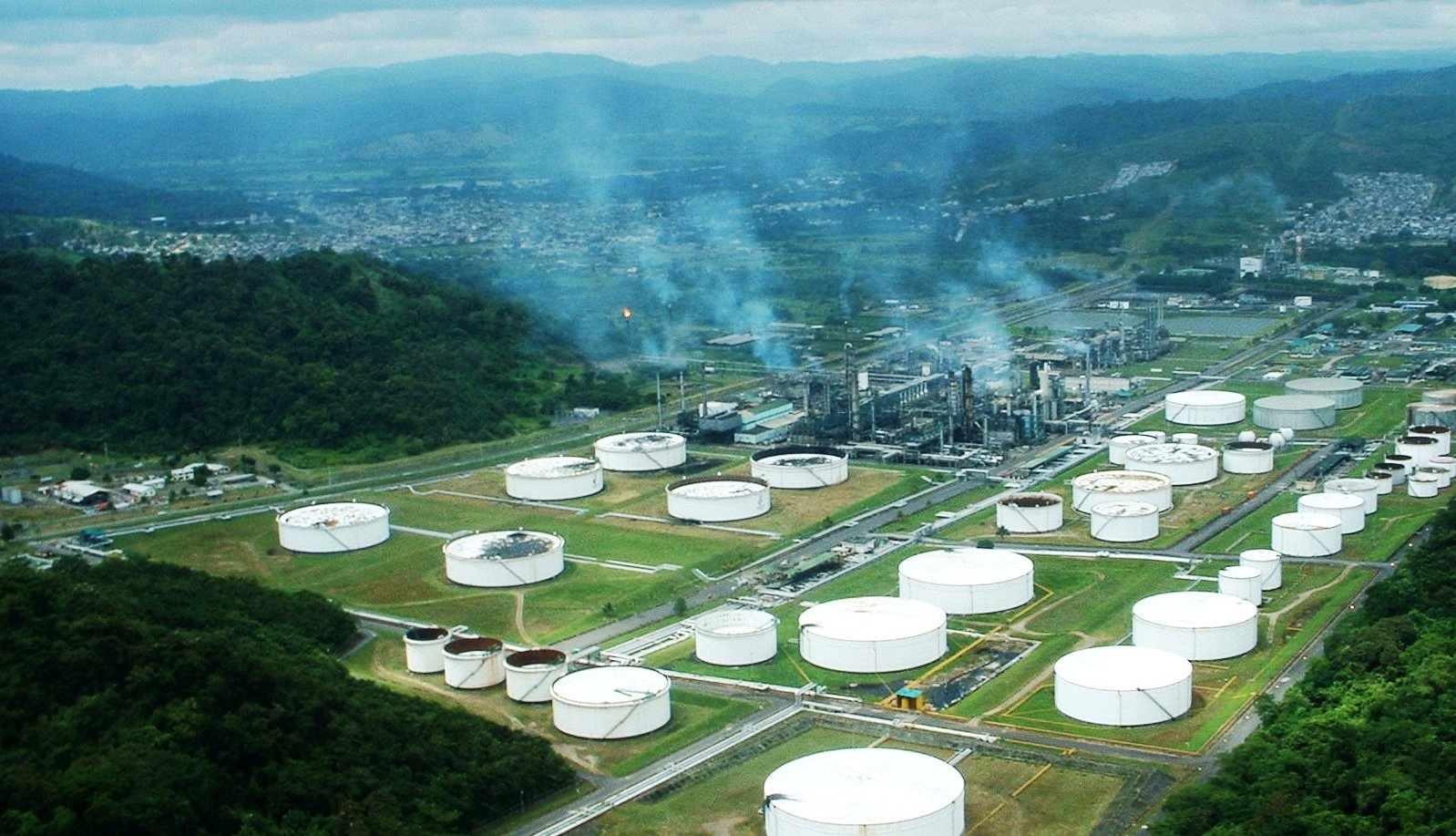
Refinería en Esmeraldas

El descubrimiento de reservas de petróleo a finales de la década de 1960 transformó la economía ecuatoriana, que pasó de ser agraria a exportadora de petróleo (las exportaciones empezaron en 1972). Este cambio produjo un auge que duró casi una década, con un crecimiento medio de la producción de casi el 9% entre 1972 y 1981. Y lo que es más importante, cambió radicalmente el papel del gobierno en la economía. De hecho, antes de 1972, el gobierno (medido como los gastos de la administración central) representaba menos del 10% de la producción. Con el petróleo como nueva fuente de ingresos, el tamaño del gobierno se duplicó y se ha mantenido esencialmente en esos altos niveles desde entonces, a pesar de las grandes fluctuaciones del precio del petróleo. El periodo empieza en la década de 1960 cuando se produjo una aceleración y diversificación del sector manufacturero para satisfacer la demanda interna, haciendo hincapié en los insumos intermedios y los bienes de consumo duraderos. En 1971, éstos representaban alrededor del 50% de la producción industrial. Sin embargo, los productos manufacturados -principalmente productos agrícolas procesados- sólo representaban el 10% de las exportaciones de Ecuador en 1971. La industria estaba aún en una fase temprana de desarrollo, y alrededor del 50% de la población activa trabajaba en la agricultura, la silvicultura y la pesca. Las industrias tradicionales, como la alimentaria, la de bebidas y la textil, dependían en gran medida de la agricultura. El pequeño tamaño del mercado nacional, el elevado coste de producción en relación con los mercados exteriores disponibles y una infraestructura humana, física y financiera poco desarrollada se combinaron para limitar la expansión de los bienes de consumo duraderos en la economía ecuatoriana.
El descubrimiento de nuevos yacimientos petrolíferos en Oriente a partir de 1967 transformó al país en productor mundial de petróleo y supuso un gran aumento de los ingresos públicos a partir de 1972. Ese año se terminó de construir el Oleoducto Transecuatoriano, un oleoducto de 503 kilómetros de longitud que va desde Oriente hasta la ciudad portuaria de Esmeraldas. También se construyó una refinería al sur de Esmeraldas. Además, en 1970 se descubrieron grandes cantidades de yacimientos de gas natural en el Golfo de Guayaquil. Debido en gran parte a las exportaciones de petróleo, los ingresos netos en divisas de Ecuador pasaron de 43 millones de dólares en 1971 a más de 350 millones en 1974. La producción y exportación de petróleo que comenzó a principios de la década de 1970, junto con el espectacular aumento de los precios internacionales del petróleo, contribuyó significativamente a un crecimiento económico sin precedentes. El PIB real aumentó una media de más del 9% anual entre 1970 y 1977, frente a sólo el 5,9% entre 1960 y 1970. Sólo el sector manufacturero experimentó una tasa media anual de crecimiento real del PIB del 12,9% entre 1975 y 1977. Ecuador se convirtió en un país de renta media baja, aunque siguió siendo uno de los países más pobres de Sudamérica. Sin embargo, el crecimiento económico tuvo efectos secundarios negativos. Las importaciones reales aumentaron una media anual del 7% entre 1974 y 1979; esto generó un patrón inflacionista que erosionó los ingresos. Durante el mismo periodo, la deuda externa del país creció de 324 millones de dólares a unos 4.500 millones.

### Las reformas agrarias y la colonización de la Amazonía

Mapa de la Región Amazónica del Ecuador donde se llevó a cabo el proyecto de colonización

En 1964, los nuevos gobernantes militares de Ecuador decidieron abordar uno de los problemas económicos y políticos más graves del país: la reforma agraria. Desde el primer censo agrícola del país, en 1954, muchos funcionarios ecuatorianos reconocieron que "la reforma agraria era necesaria si se quería lograr la industrialización". En aquel momento, el 0,4% de los propietarios ocupaban el 45% de las tierras de cultivo, mientras que el 90% de las explotaciones (propiedad de la mitad de la población del país) eran demasiado pequeñas para mantener a una sola familia. Los gobiernos anteriores habían realizado tímidos esfuerzos para abordar estos problemas. En 1957, el presidente Camilo Ponce Enríquez creó el Instituto Nacional de Colonización (INC), que más tarde se convirtió en el Instituto Ecuatoriano de Reforma Agraria y Colonización (IERAC). Pero el apoyo a la redistribución de tierras siempre fue limitado. Entre otras cosas, los terratenientes se oponían a la abolición de la mano de obra endeudada (conocida como precarismo o huasipungo) en sus fincas y a cualquier limitación del tamaño de las explotaciones. Cinco años después de la introducción de la Ley de 1964 se calculó que, al ritmo actual de entrega de tierras a los antiguos huisipungueros, pasarían ciento setenta años antes de que todos los precaristas de Ecuador estuvieran en posesión de tierras. Aunque la reforma agraria fracasó en gran medida en la sierra, los funcionarios del gobierno lograron un mayor éxito en el reasentamiento de familias empobrecidas en "tierras baldías" a lo largo de la costa norte y en el sur de la Amazonia. En 1963, los gobernantes militares pidieron a la Junta Nacional de Planificación y Coordinación Económica (conocida como JNPC) que preparara un inventario de posibles zonas de "colonización", junto con un plan maestro para asentarlas.
Años más tarde, el gobierno militar que llegó al poder en 1972 consideraba la reforma agraria una condición esencial para el progreso económico. Pero los defensores de la reforma se toparon rápidamente con la oposición de los terratenientes y los oficiales militares más conservadores. Como en 1964, los límites propuestos a la propiedad de la tierra se convirtieron en un obstáculo. Como solución de compromiso, la Ley de Reforma Agraria de 1973 no establecía límites al tamaño de las explotaciones, siempre que éstas cumplieran una "función social" legítima: la producción agrícola eficiente. Pero, quedaba el problema sobre qué hacer con los 1,85 millones de campesinos de las tierras altas que no habían recibido nada en la reforma agraria. La mayoría de estas familias vivían en menos de una hectárea y sobrevivían como emigrantes estacionales en las plantaciones costeras o en las ciudades. En 1973 estaba más que claro que no era probable una reforma agraria redistributiva, al menos a corto plazo, y que los principales esfuerzos de los militares se dedicarían a 'modernizar' la producción agrícola en los latifundios.
La colonización se convirtió en una alternativa a la reforma agraria. Hasta 1972, unos pocos emigrantes entraron en esta zona, en su mayoría colonos que se dirigían al norte por la carretera Puyo-Tena. Sin embargo, una vez terminada la carretera de Quito a Lago Agrio, llegaron colonos de todas partes de Ecuador, especialmente de la provincia de Loja, al sur de los Andes, azotada por la sequía. La colonización tuvo importantes consecuencias para la población indígena de la región. Prácticamente todas las tierras "baldías" identificadas por los funcionarios del gobierno en su plan de asentamiento de 1963 estaban situadas dentro de territorios tradicionales utilizados por los pueblos cofán, siona-secoya y huaorani. La provincia de Pastaza comparte una larga frontera con Perú, custodiada por remotas guarniciones del ejército. Hasta 1947, su capital, Puyo, albergaba una pequeña misión católica y un pueblo vecino. La construcción de carreteras a Macas y Ambato transformó el asentamiento en un centro comercial y administrativo. En 1966, estaba rodeada de grandes ranchos y plantaciones de azúcar, ya que los terratenientes aprovecharon la Ley Agraria de 1964 para anexionarse territorios quichuas de las tierras bajas. En resumen, la colonización en Ecuador se ha producido allí donde se construían carreteras y había tierras disponibles. Antes de 1971, cuatro carreteras se extendían hacia el Oriente: Quito-Baeza; Ambato-Puyo-Tena; Cuenca-Limón-Méndez; y Loja-Zamora. Al principio, la mayoría de los emigrantes (unos 30.000) se trasladaron desde el sur de los Andes a los bosques de las tierras bajas adyacentes, donde la infraestructura de transporte era mejor; sólo 10.000 se asentaron en la provincia de Napo (posteriormente subdividida en tres provincias). Pero estas tendencias cambiaron después de 1972, cuando se construyó la carretera de Quito a Lago Agrio. Entre 1974 y 1976, la población de Napo aumentó de 62.000 a 86.000 habitantes; en 1982, había aumentado de nuevo a 115.000; y en 1992, alcanzó alrededor de 200.000 [64,65]. Desde entonces, la población de la zona se ha mantenido prácticamente estable a pesar de la elevada tasa de crecimiento natural, lo que indica que 120.000 antiguos residentes se han marchado en los últimos 20 años. Entre 1964 y 1994, el IERAC entregó casi 5 millones de hectáreas a campesinos y colonos sin tierra de todo Ecuador; dos tercios de estas tierras se encontraban en Oriente. En 1994, al no quedar más tierras vacantes, se cerró oficialmente la "frontera" y el IERAC fue sustituido por una agencia de desarrollo convencional, el Instituto Nacional de Desarrollo Agrario (INDA).

### Las diversificación de las exportaciones y la sucretización
A partir del auge petrolero de 1972 empezaría un periodo en el que la economía se desarrollaría buscando mayor diversificación a través de la consolidación de los productos que había tenido auges económicos anteriormente. Empezaría a desarrollarse durante finales de los setenta e inicios de los ochenta las camaroneras con la construcción de casi 90 mil hectáreas, llegando en 1995 a cerca de 180 mil hectáreas en operación. El banano que había tenido su crisis en los setenta empezaría a despegar nuevamente hasta que en los noventa con el aumento del precio internacional llegaría a una nueva bonanza. Por otro lado, los primeros invernaderos de rosas empezarían en 1983 y tendrían un gran desarrollo en las dos décadas siguientes. Por su parte el puerto de Manta empezaría su industria pesquera en 1975, consolidándose como un puerto marítimo importante para Ecuador. Con el tiempo la industria se tecnificaría desarrollando también los enlatados de pescado. El cacao, que fue el producto protagonista en el siglo XIX y que en la colonia sostuvo la economía junto con los obrajes, experimento un aumento nuevamente en sus exportaciones durante la década de los ochenta. La madera, en cambio empezaría su desarrollo en 1983, como una industria en la sierra. Al inicio exportaría materia prima pero posteriormente empezaría el desarrollo de tableros para agregar más valor. Fue en este periodo que empezaron a desarrollarse finalmente las empresas privadas en mayor número y a tener un rol importante en el país que anteriormente se habían concentrado en pocas familias solamente. A través de las empresas se empezó a ofrecer varios servicios que antes estaban siendo ofertados exclusivamente por el estado o la iglesia, especialmente la salud y la educación. Por otro, lado este periodo también fueron momentos de mayor endeudamiento, especialmente de las grandes empresas que adquirieron créditos en el exterior denominados en dólares y que cuando empezaron a sufrir dificultades económicas fue necesario realizar un bailout por parte del estado. Esto se enfocaría en el riesgo cambiario, sucretizando la deuda externa de estas empresas al asumir el estado el crédito en dólares y definiendo el tipo de cambio para dar mayores facilidades a los empresarios. Estas medidas realizadas por Osvaldo Hurtado y profundizadas en el gobierno de Febres Cordero, no estarían libres de crítica por lo perjudicial que serían al sector fiscal de la economía.

### La dolarización de la economía

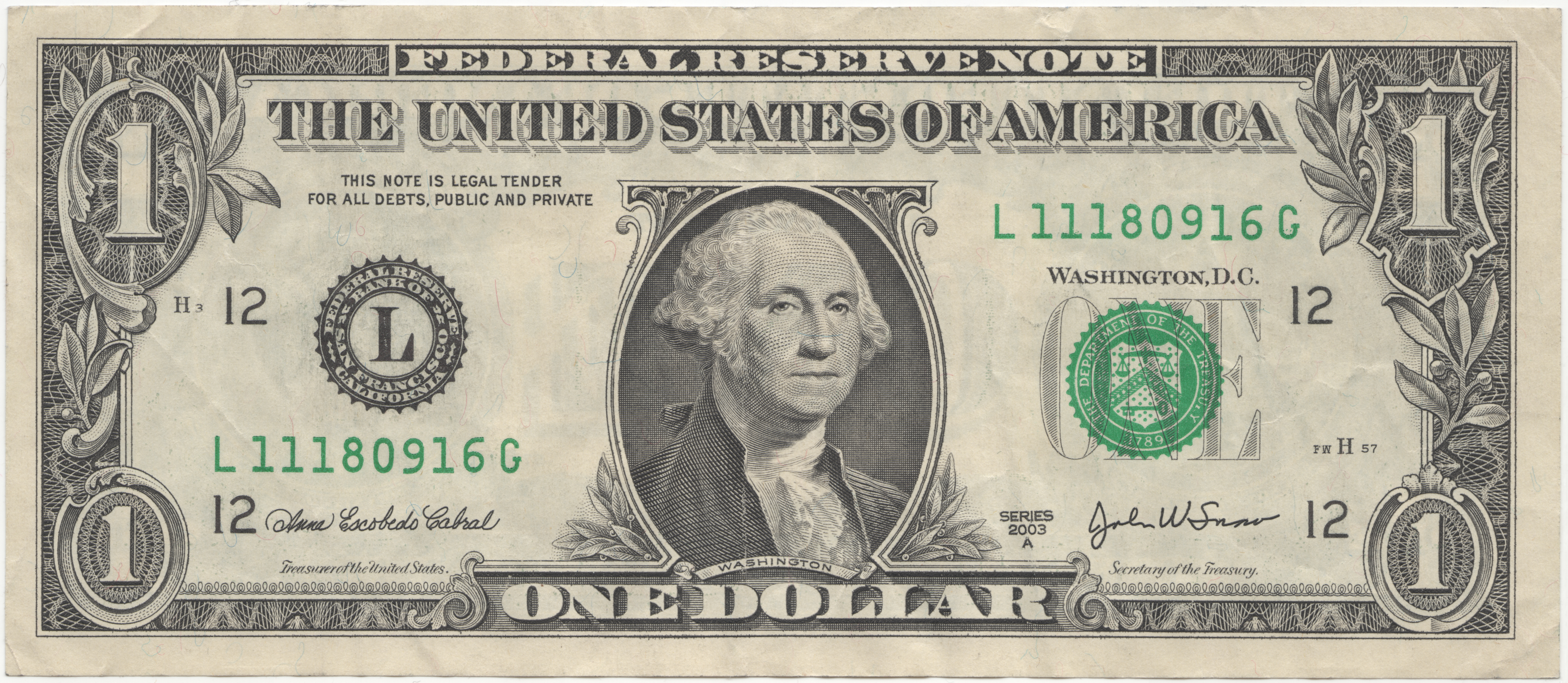
El dólar es la moneda de curso legal en Ecuador. Tomó su nombre del real de a ocho también llamado dólar español que se usó durante la colonia tanto en Ecuador como en Estados Unidos.

A partir de la siguiente década, los precios mundiales del petróleo bajaron, lo que produjo una recesión mundial. Ecuador se vio entonces inmerso en un problema más grave, ya que empezó a pedir dinero prestado para financiar su deuda. A finales de 1979, el saldo global de la deuda externa pública alcanzaba los 4.500 millones de dólares (aproximadamente el 28% del PIB), frente a los 324 millones de dólares (el 20% del PIB) a finales de 1970 y su déficit por cuenta corriente se amplió hasta casi el 8,5% del PIB. En mayo de 1982 el sucre, la moneda nacional de Ecuador, antes valorada en 25 sucres por dólar, se devaluó entonces un 25%. La inestabilidad de los precios de las materias primas y de los tipos de cambio creó una situación económica y financiera inestable para Ecuador. Esto se exacerbó por malas prácticas bancarias que en las que los créditos vinculados (los dueños de bancos se autoprestaban a sus propias empresas) causaban conflictos de intereses. En el lado monetario, la depreciación del sucre tuvo dos consecuencias: aumentó los pasivos externos del sector privado, especialmente de los bancos comerciales, e influyó para que los particulares trasladaran su patrimonio privado a dólares. En un esfuerzo por estabilizar la economía, el presidente Sixto Durán Ballén volvió a devaluar el sucre, esta vez otro 20% con respecto al dólar. A finales de 1998, la deuda externa total pendiente superaba los 13.000 millones de dólares, dos tercios del PIB de Ecuador. La anterior posición de Ecuador de dolarización semioficial fue el resultado de muchos factores que afectaban a la economía y a la situación financiera de la nación. Por ejemplo, los bancos carecían de una supervisión adecuada, lo que provocaba desequilibrios en los registros financieros. En consecuencia, al aumentar la competencia, los bancos emprendieron operaciones más arriesgadas de lo que deberían. Además, los bancos extraterritoriales operaban como si fueran bancos nacionales, incluso realizando operaciones en bancos nacionales; así, las autoridades se sintieron obligadas a aplicar a los bancos extraterritoriales las mismas políticas bancarias que a los bancos nacionales.
Finalmente, la creciente presencia de la dolarización semioficial condujo a la aplicación de la dolarización oficial en un esfuerzo por garantizar un tipo de cambio estable y fiable. A mediados de marzo de 1999, el expresidente ecuatoriano Jamil Mahuad anunció la congelación de los depósitos en cuentas corrientes y de ahorro durante un año a partir de la fecha de vencimiento original, y declaró que los bancos serían auditados para determinar su situación financiera. En efecto, la depreciación del tipo de cambio frenó la inflación y los valores empezaron a apreciarse de nuevo. En pocas semanas las autoridades empezaron a descongelar las cuentas, lo que provocó retiros extremos y corridas bancarias. Solo había tres alternativas para Ecuador. Las alternativas eran que los bancos quebraran debido a las grandes cantidades de retiros que se estaban procesando, que el Banco Central se viera obligado a crear más dinero y, por lo tanto, aumentara la depreciación del tipo de cambio y la inflación, o que Ecuador recurriera a la dolarización. La dolarización no era tanto una elección para Ecuador, sino una última opción. El 9 de enero de 2000, el gobierno ecuatoriano adoptó el dólar estadounidense como moneda nacional y Ecuador se convirtió en "el primer país en dolarizar oficialmente su economía. Semanas más tarde, el expresidente Mahaud fue destituido y el vicepresidente Gustavo Noboa tomó posesión de su cargo.